# AJ Styles
Allen Neal Jones, meglio conosciuto come AJ Styles (Jacksonville, 2 giugno 1977), è un wrestler statunitense sotto contratto con la WWE.
Durante la sua carriera tra i professionisti, iniziata nel gennaio del 1998, ha lottato nella maggior parte delle federazioni di wrestling più importanti al mondo: WWE, World Championship Wrestling, National Wrestling Alliance, New Japan Pro-Wrestling, Total Nonstop Action Wrestling, Ring of Honor, Lucha Libre AAA Worldwide e Consejo Mundial de Lucha Libre. È inoltre l'unico wrestler della storia ad aver detenuto almeno un titolo mondiale in WWE, NWA, NJPW e TNA.
In TNA ha vinto due volte il World Heavyweight Championship, sei volte l'X Division Championship, due volte il King of the Mountain Championship e due volte il World Tag Team Championship (con Kurt Angle e con Tyson Tomko), risultando essere il primo wrestler nella storia della federazione ad aver completato il Grand Slam. In NJPW ha detenuto due volte l'IWGP Heavyweight Championship ed è stato il terzo leader del Bullet Club. In WWE ha conquistato due volte il WWE Championship, tre volte lo United States Championship, una volta l'Intercontinental Championship e una volta il Raw Tag Team Championship (con Omos), risultando essere il ventiduesimo wrestler nella storia della federazione ad aver completato il Grand Slam; inoltre, il suo secondo regno da WWE Champion, durato 371 giorni (dal 7 novembre 2017 al 13 novembre 2018), è l'ottavo più lungo nella storia del titolo.
Styles è considerato uno dei migliori wrestler di tutti i tempi, tanto da essere stato inserito dalla rivista Pro Wrestling Illustrated al primo posto nella classifica della PWI 500 nel 2010 e da essere indicato come miglior atleta del decennio 2010-2020.

## Carriera

### National Wrestling Alliance (1998–2002)
Dopo essere stato allenato da Rick Michaels, Allen Jones debutta nella NWA Wildside nel 1999. Lotta come Mr. Olympia, un wrestler mascherato, perdendo il suo match di debutto contro Michael Brooks il 15 gennaio. Nell'agosto 1999, vince il Television Championship della federazione. Successivamente cambia nome in AJ Styles. L'8 gennaio 2000, riconquista il Television Championship, battendo K-Krush. Perde il titolo contro Eddie Golden il 1º aprile, salvo riconquistarlo da Heel battendo il 6 gennaio 2001 Air Paris. Fa parte della stable NWA Elite di Jeff Bailey. Il suo ultimo regno da campione televisivo finisce il 21 febbraio, per mano di Robbie Rage. Iniziò poi una rivalità con l'allenatore Michaels per il Georgia Championship. Sconfigge il suo allenatore il 22 dicembre 2001 e conquista il titolo, ma inizia subito una rivalità con Jason Cross, una specie di clone di Styles, sia per il ring attire che per le mosse usate. Styles perde il titolo contro David Young in un triple treath match che includeva anche Rick Michaels il 23 marzo 2002. Poco dopo firma per la Total Nonstop Action Wrestling, facendo poche apparizioni per la Wildside. Prende però parte ad uno steel cage match per l'Heavyweight Championship, non riuscendo a vincere. Sconfigge durante il 2002, Sonny Siaki, Jorge Estrada e Jacey North. Nel marzo 2003, a Hardcore Hell, sconfigge Ron Killings. Styles avrebbe dovuto combattere in un triple treath match fra lui, Rainman e Jeff Jarrett per l'NWA World Heavyweight Championship, ma il campione Jarrett non si presenta a causa di alcuni problemi e il match viene trasformato in un one on one match senza titolo in palio, che viene vinto da Rainman a causa delle interferenze di Jeff Bailey.

### World Championship Wrestling (2001)
La World Championship Wrestling, a un provino, nota subito le capacità di Styles e di Air Paris e decide di metterli entrambi sotto contratto agli inizi del 2001. I due formano un tag team chiamato "Air Raid". I due combattono prevalentemente a Thunder, lo show secondario, partecipando al torneo per decretare i primi detentori dei WCW Cruiserweight Tag Team Championship. Perdono al primo round contro coloro che lo vinceranno, ovvero Elix Skipper e Kid Romeo.
In seguito all'acquisizione della WCW da parte della World Wrestling Federation nel marzo del 2001, Styles non viene assunto e rimane quindi un free-agent.

### Ring of Honor (2002–2006)

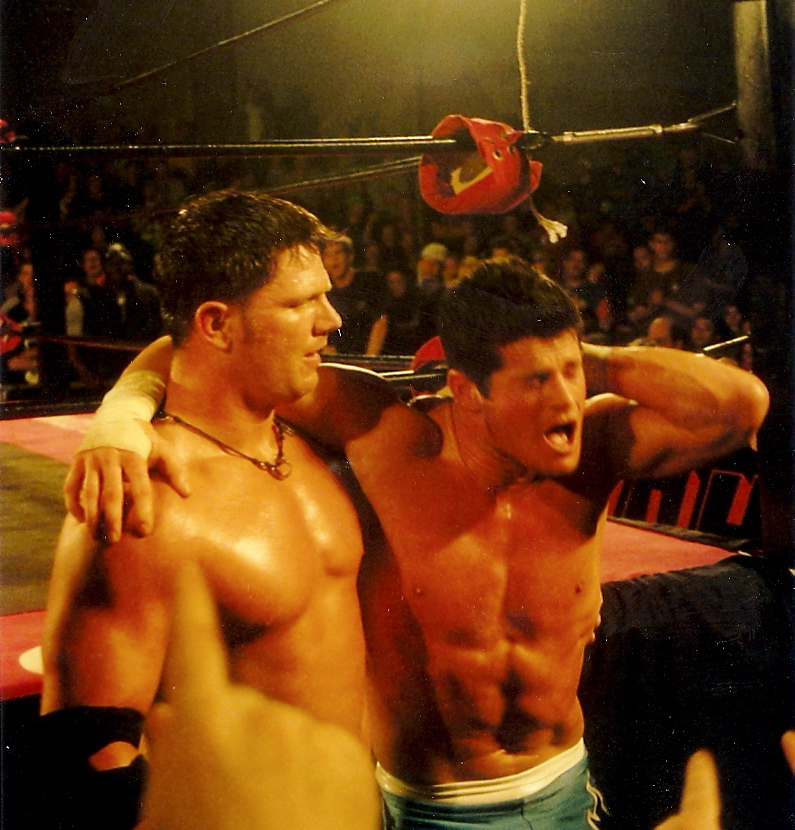
AJ Styles con Matt Sydal nel 2006

Nel 2002 Styles debutta per la Ring of Honor nel terzo show della federazione. Diventa subito uno dei Main Eventer, lottando subito contro Low Ki per il ROH World Championship a Honor Invades Boston. Non riuscendo a vincere il titolo, vince il "Number One Contender Trophy", riconquistando il diritto di andare per il titolo. A One Year Anniversary Show, lotta contro Low Ki e Paul London per lo status di primo sfidante, ma il match lo vince quest'ultimo, che non riesce comunque a battere il campione Xavier. Styles forma poi un Team con London, lottando contro i Backseat Boyz, The S.A.T., e i The Carnage Crew, cercando di ottenere una title shot. La partnership dura poco e non ha successo, cosa che invece ha quella con Amazing Red. I due sconfiggono Christopher Daniels e Xavier, vincendo il ROH World Tag Team Championship. Per tre volte, sconfiggono i Briscoe Brothers, mantenendo i titoli. A Wrath of the Racket, Jim Cornette fa la sua prima apparizione nella ROH, attaccando Amazing Red insieme a Daniels e Dan Maff prima di una difesa dei titoli. Così, il solo Styles trova un nuovo alleato in Homicide, con il quale difende i titoli. A causa dell'infortunio di Red al ginocchio, è però costretto a rendere vacanti i titoli.
Così si allea con Jimmy Rave, prendendolo sotto la sua ala. Sconfiggendo Bryan Danielson a Main Event Spectacles, diventa primo sfidante al titolo ROH, ma perde il match titolato contro Samoa Joe. Al Second Anniversary Show, lotta nel torneo per decretare il primo detentore del ROH Pure Championship. Batte l'alleato Rave al primo turno, Matt Stryker al secondo e CM Punk in finale, diventando il primo Pure Champion. Il suo regno ha breve durata, a causa degli attriti con la TNA. A Out Best, batte comunque Punk nel rematch con Ricky Steamboat come arbitro speciale. Subito dopo rende vacante il titolo, lasciando la ROH.
Nell'estate 2004, Rave viene licenziato per non essere riuscito ancora a vincere un match. Viene poi riportato nella federazione da Prince Nana, che lo fa entrare nella sua stable "The Embassy". Rave inizia ad usare le mosse di Styles, copiandogli le mosse finali. A Third Anniversary Celebration: Part Two, torna per una sola notte per lottare contro Rave, ma non riesce a batterlo a causa di un'irregolarità. Styles forma poi un'alleanza con la Generation Next, in una rivalità contro la Embassy. Styles batte Roderick Strong a Fate of an Angel. A The Homecoming, Styles perde contro Jimmy Rave uno Street Fight Match dopo l'attacco di Alex Shelley ai danni di entrambi. Dopo il match, Styles viene attaccato dalla Embassy. Austin Aries e Strong arrivano in suo aiuto, ma vengono messi anch'essi KO. A Glory by Honor IV, Styles sfida ancora Rave in un match dove non si poteva usare la Styles o la Rave Clash, la loro mossa finale per schienamento. Così, Styles getta Rave su un tavolo, vincendo l'incontro. Successivamente si prende una pausa per tornare ad ottobre. Al rientro sconfigge Austin Aries, ma viene attaccato dalla Embassy. Fa poi squadra con Evan Bourne, battendo Rave e Abyss. A Vendetta, chiude la sua rivalità con la stable, quando lui, Aries, Bourne e Jack Evans, vengono sconfitti da Rave, Shelley, Abyss e Nana.
Dopo questa rivalità, si concentra sui match titolati, e a "A Night of Tribute", Styles sfida Christopher Daniels e Evan Bourne in un Triple Treath cercando di diventare primo sfidante. Daniels vince il match, ma non riesce a battere Bryan Danielson per il titolo. Nel primo show del 2006, batte Matt Sydal. I due formano poi un Tag Team, ma non riescono a vincere i titoli di coppia contro Austin Aries e Roderick Strong. Styles viene poi sconfitto da Danielson per il World Title.
Styles ritorna poi a Death Before Dishonor IV, battendo Davey Richards. Perde poi a Time to Man Up contro Samoa Joe. In quel periodo la TNA decide di precludere ai propri wrestler di lottare nella ROH da quel momento in poi.

### Total Nonstop Action Wrestling (2002–2013)

#### Alleanza con Jerry Lynn (2002–2003)
Nel maggio 2002 Styles firma un contratto con la Total Nonstop Action Wrestling, ma poteva lottare anche in altre federazioni indipendenti. Debutta come "The Phenomenal" AJ Styles, nome ereditato dai tempi della NWA, facendo squadra con Jerry Lynn e Low Ki, perdendo contro Jorge Estrada, Sonny Siaki e Jimmy Wang Yang. Settimana seguente, conquista subito il TNA X Division Championship, battendo Lynn, Low Ki e Psicosis in un Elimination Match. Insieme a Jerry Lynn, conquista anche l'NWA World Tag Team Championship, battendo Lenny Lane e Bruce nella finale di un torneo per i titoli vacanti. La settimana dopo, perde entrambi i titoli: l'X Division Title contro Low Ki in un Triple Treath Match che includeva anche Lynn, mentre il titolo di coppia viene reso vacante dopo un match finito in No Contest contro Ron Killings e Jeff Jarrett. Inizia poi una rivalità con Lynn, combattendo in un Falls Count Anywhere Match, vinto dal rivale, in un No DQ Match vinto da Styles e in un 10 Minute Ironman Match finito 3 a 3. Lynn vince poi l'X Division Title battendo in un Ladder Match Low Ki e Styles. Alleandosi con Mortimer Plumtree e Sonny Siaki, Styles lotta ancora contro Lynn. Il 23 ottobre, sconfigge Syxx-Pac, conquistando il TNA X Division Championship per la seconda volta. Dopo sole due settimane, perde il titolo proprio contro Jerry Lynn.

#### NWA World Heavyweight Champion (2003–2004)
Nel 2003 inizia a lottare match per il titolo NWA. Dopo aver sconfitto David Flair diventando primo sfidante, Styles si allea con Larry Zbyszko e Vince Russo nella Sport Entertainment Xtreme. Il 19 febbraio, sfida Jeff Jarrett per il titolo ma viene sconfitto. Dopo il match, effettua un Turn Face attaccando la Sport Entertainment Xtreme, che era intervenuto in suo favore, ma egli non voleva vincere in quel modo. Nell'aprile 2003, forma un tag team con D'Lo Brown. Styles impara così ad usare la Frog Splash, ma presto si ritrova lo stesso Brown come avversario, nel tentativo di diventare primo sfidante al titolo. Dopo aver vinto contro Brown, vince l'NWA World Heavyweight Championship l'11 giugno, battendo Jarrett e Raven, diventando il primo Triple Crown Champion della TNA. Dopo il match, attacca Jarrett con una chitarra, celebrando la vittoria con Vince Russo, effettuando un Turn Heel. Difende il titolo contro D'Lo Brown, difendendo il titolo contro vari avversari. Il 22 ottobre, perde il titolo contro Jeff Jarrett. Dopo la sua sconfitta, torna fra i Face. Il 12 novembre, fa coppia con Sting, battendo Jarrett e Lex Luger. Il 3 dicembre, tenta un nuovo assalto al titolo, ma perde a causa delle interferenze di Kid Kash.
Ha poi una rivalità con Abyss e il 4 gennaio 2004 Styles viene obbligato a fare squadra con quest'ultimo, in un match valido per gli NWA World Tag Team Championship contro Legend e Kevin Northcutt. Nonostante Abyss abbandoni Styles, questo riesce a battere entrambi gli avversari e i due diventano campioni di coppia nella sorpresa generale. Styles sconfigge poi Abyss grazie all'interferenza di Jarrett, ottenendo il diritto di avere entrambe le cinture di coppia. Abyss guadagna poi il controllo di entrambe le cinture la settimana dopo, battendo Styles a causa dell'interferenza di Lex Luger e il 17 marzo, Styles perde contro Abyss un match valido per lo status di primo sfidante al titolo NWA.
Il 21 aprile Chris Harris avrebbe dovuto sfidare Jarrett per il titolo, ma viene attaccato da Raven. Quindi, Vince Russo, seleziona Styles come sostituto nello Steel Cage Match della serata. Quando Jarrett tenta di colpire Styles con una chitarra, Russo tenta di fermarlo dall'altra parte della gabbia, permettendo a Styles di colpire Jarrett e schienarlo, diventando un due volte campione NWA. Difende il titolo contro Ron Killings, Raven e Chris Harris sia singolarmente, che in un Fatal 4-Way Match, prima di perderlo contro Killings a causa dell'interferenza di Jarrett, che colpì con una chitarra Styles.

#### X Division Champion (2004–2005)
Styles ritorna quindi nella X Division, diventando subito primo sfidante al titolo il 4 giugno, vincendo un Fatal 4-Way. Cinque giorni dopo, batte Frankie Kazarian, vincendo il titolo per la terza volta. Nelle settimane seguenti, Styles ha delle rivalità con Kid Kash e Dallas, difendendo il titolo sia contro Kazarian sia contro Mr. Águila. Un altro match contro il debuttante Jeff Hardy, viene interrotto da Kash e Dallas. Il 28 luglio, vince un Ultimate X Match contro Kazarian e Michael Shane, difendendo il titolo. Dopo l'intervento di Kash in un match, Shane e Kazarian vengono riconosciuti entrambi X Division Champions. Styles lotta quindi varie volte contro Kash e l'8 settembre, bettendo il rivale in un Tables Match terminando la faida. Ad ottobre, inizia una rivalità con Petey Williams, detentore dell'X Division Title, sfidandolo a Victory Road con il titolo in palio. Con l'aiuto di Scott D'Amore, Williams mantiene il titolo. A Final Resolution, conquista l'X Division Championship per la quarta volta, battendo in un Ultimate X Match Petey Williams e Chris Sabin. Viene poi sfidato da Christopher Daniels e Dusty Rhodes decide che se il loro match della sera stessa fosse durato più di 10 minuti, Daniels sarebbe diventato automaticamente primo sfidante al titolo di Styles. Così fu e in un Ironman Match di 30 minuti a Against All Odds finito in parità, Styles rimane campione, dopo che Rhodes aveva fatto ripartire il match con la modalità "Sudden Death", ovvero il vincitore al primo schienamento valido. La rivalità continua comunque e a Destination X, Styles perde il titolo in un Ultimate X Match contro Daniels, Ron Killings e Elix Skipper, in favore del primo, in un match dal finale molto controverso.
Avendo perso il suo titolo, Styles inizia una nuova rivalità con Abyss, battendolo a Lockdown e diventando primo sfidante al titolo NWA, che riesce a vincere a Hard Justice contro Jeff Jarrett il 15 maggio. Styles perde il titolo in un King of the Mountain Match a Slammiversary contro Raven. Entra così nella Super X Cup 2005, battendo Matt Bentley nelle eliminatorie, Petey Williams in semifinale, ma perdendo la finale contro Samoa Joe a Sacrifice, a causa dell'intervento di Daniels. Così, anche a Styles viene data l'opportunità di andare per il titolo, che riesce a vincere per la quinta volta battendo Daniels e Joe in un Triple Treath Match. Il match viene anche valutato a 5 stelle da Dave Meltzer della rivista Pro Wrestling Illustrated.

#### Alleanza con Christopher Daniels (2005–2006)
Il mese dopo, a Bound for Glory, Styles difende il suo X Division Title contro Christopher Daniels in un Ironman match da 30 minuti. A Genesis, batte anche Petey Williams e, la stessa sera, aiuta Daniels contro Samoa Joe, dicendo che quest'ultimo ha rotto il codice di onore della X Division. L'11 dicembre, a Turning Point, Styles viene sconfitto da Joe, perdendo il titolo. Dopo il match, Joe prova ad infierire su Styles, ma in suo aiuto accorre Daniels. A Against All Odds, Daniels e Styles prendono parte ad un Triple Treath Match per il titolo contro Joe, che schiena proprio AJ per mantenere la cintura. A Destination X, ha luogo un Ultimate X Match fra i tre, che viene vinto da Daniels. Dopo la riconquista della cintura da parte di Joe, Daniels e Styles formano un Tag Team ufficiale, sfidando e battendo gli America's Most Wanted a Slammiversary, vincendo gli NWA World Tag Team Championship.
In una puntata di Impact, vengono sfidati dai Latin American X-Change, Homicide e Hernandez, che riescono a battere a Hard Justice. Il 24 agosto, a Impact, i LAX battono Daniels e Styles in un Border Brawl vincendo i titoli. A No Surrender, sconfiggono i LAX in un Ultimate X Match di coppia, riconquistando le cinture. A Bound for Glory, perdono i titoli nuovamente contro i LAX in un Six Sides of Steel match, a causa dell'intervento del manager avversario Konnan.
Il 2 novembre, batte Chris Sabin, conquistando l'X Division Title. Questo era anche il quarto di finale del Fight For The Right tournament, valido per lo status di primo sfidante al titolo NWA di Sting. Il 9 novembre, schiena Abyss, vincendo la semifinale grazie all'aiuto di Christian e Sabin. Il 16 novembre, perde l'X Division Title contro Daniels in un match a tre che includeva anche Sabin. A causa di un finale controverso, Daniels e Styles hanno una discussione, con AJ che rifiuta di stringere la mano all'amico. A Impact effettua un turn heel, attaccando verbalmente Rhino, intervenuto per pacificare le acque fra i due. A Turning Point, batte Rhino.

#### Alleanza con Christian Cage (2006–2008)
Il 22 dicembre a Impact, Styles fa coppia per la prima volta con Samoa Joe, battendo Rhino e Kurt Angle, grazie ad un roll up di Styles su Rhino. A Final Resolution, Styles sfida Rhino in un Last Man Standing Match, che viene vinto dal rivale poiché AJ, non appena vede l'avversario preparare un tavolo per eseguire una mossa, preferisce arrendersi. A Destination X, partecipa al primo Elevation X Match contro Rhino, perdendo l'incontro quando cade dalla gabbia alta circa sei metri. La sera dopo, prova ad attaccare l'avversario, ma non ci riesce.
Viene poi annunciato che Styles farà coppia della squadra di Christian per Lockdown. Al PPV, il Team Cage perde contro il Team Angle. Il 31 maggio ad Impact, batte Tomko, nel match di qualifica per il King of the Mountain. Tuttavia, fa coppia con Tomko sfidando a Victory Road Abyss e Sting, perdendo il match. A No Surrender, Styles e Tomko vincono un 10-man Gauntlet Match diventando primi sfidanti ai titoli di coppia detenuti da Pacman Jones e Ron Killings. A Bound for Glory, sconfiggono i campioni, conquistando i TNA World Tag Team Championship. Il 1º novembre, sconfiggono i LAX mantenendo le corone. A Genesis, battono Rick e Scott Steiner, difendendo con successo le cinture. Il 28 dicembre, Styles e Tomko perdono contro Chris Sabin e Alex Shelley, a causa della distrazione di Eric Young, che voleva aiutare Styles con alcuni problemi decisionali.
Successivamente, poiché era indeciso se schierarsi dalla parte di Angle o di Christian, assiste al match di coppia fra Cage e Booker T e Angle e Robert Roode. A Final Resolution, volta le spalle a Cage, alleandosi con Angle, che gli dà il soprannome di "Prince of Phenomenal".

#### Frontline (2008–2009)

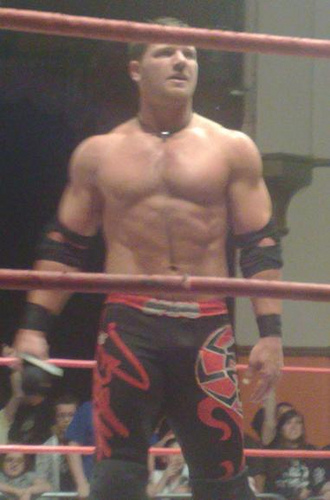
AJ Styles nel 2008

Il 14 febbraio, Styles si sposa per storyline con Karen Angle. La storia va avanti (kayfabe) e Karen chiede quindi il divorzio a Angle. Nel frattempo, Styles e Tomko perdono i titoli contro Kazarian e Eric Young. Kurt Angle inizia quindi ad accusare Styles per ciò che è accaduto con Karen e AJ lascia la Alliance. Nel frattempo, Tomko, che aveva partecipato ad un tour in Giappone, ritorna, costando ad AJ il suo match contro Booker T per il King of the Mountain. Il 29 maggio, effettua un definitivo Turn Face, aiutando Karen Angle contro Kurt e il Team 3D. A Slammiversary, Styles batte Angle, ma dopo il match viene attaccato da Tomko. La rivalità continua e, ad Impact, Styles vince la medaglia olimpica di Angle, battendolo in un match. Dopo aver vinto anche il rematch, un Ladder, la rivalità finisce, anche se sotto richiesta di Jeff Jarrett, restituisce la medaglia a Kurt.
A Bound for Glory, sfida Booker T e Christian Cage in un triple treath match vinto da Booker T. Poco dopo, quest'ultimo, insieme ad Angle, Kevin Nash e Sting forma la stable The Main Event Mafia. Il 23 ottobre, Styles fa coppia con Samoa Joe, perdendo contro Nash e Sting quando il primo colpisce con la cintura di campione del mondo Joe. In risposta alla stable dei veterani, Styles e Joe formano una stable di wrestlers giovani come Jay Lethal, Consequences Creed, Chris Sabin, Alex Shelley, Petey Williams, ODB e Eric Young, chiamata Frontline. A Turning Point, sfida Sting con il TNA World Heavyweight Championship in palio, perdendo l'incontro. A Final Resolution, non riesce nuovamente a vincere il titolo in un 8-man tag team match contro l'intera Main Event Mafia.
La Frontline intanto, recluta anche Rhino e il Team 3D, ma perdono i Motor City Machine Guns, a causa di alcune mancanze di rispetto. Il 22 gennaio 2009, Angle batte Styles in un Tables Match, infortunandolo secondo la storyline. A Against All Odds, Styles ritorna attaccando Booker T, detentore del TNA Legends Championship. A Destination X, sconfigge Booker T, conquistando il Legends Championship. A Slammiversary, viene tradito da Samoa Joe, che aiuta Angle a vincere il match valido per il King of the Mountain. A Victory Road, perde il titolo contro Kevin Nash. Sfida poi ad un "Best of Three Series" Matt Morgan, cercando di entrare nel match a tre di Hard Justice per il titolo TNA. Pur vincendo il primo match, perde gli altri due, perdendo la possibilità di andare per il titolo.

#### TNA World Heavyweight Champion (2009–2010)
Dopo aver perso contro Matt Morgan, Styles, durante una puntata di iMPACT! rende pubblica la sua volontà di ritirarsi dalle competizioni wrestling e, dopo un intervento di Sting che lo convince a cambiare idea, giunge addirittura a qualificarsi per il Fatal Four Way Match del No Surrender e, il 20 settembre 2009, Styles si laurea nuovamente TNA World Heavyweight Champion, sconfiggendo, tra il tripudio generale dei tifosi presenti nella iMPACT! Zone, che addirittura salgono tutti sul ring, insieme al suo grande amico Daniels, per festeggiarlo. A Bound for Glory, difende il titolo contro colui che lo ha convinto a rimanere, Sting, facendo terminare la sua striscia di vittorie. A Turning Point, sconfigge Daniels e Joe in un match a tre rimanendo campione. Il 10 dicembre, sconfigge Desmond Wolfe mentre a Final Resolution, batte Daniels, mantenendo saldo il suo titolo del mondo. Nella prima puntata del 2010, Eric Bischoff e Hulk Hogan costringono Styles a difendere il titolo contro Kurt Angle prima di Genesis, match che viene vinto dal campione a causa dell'interferenza di un lottatore mascherato, che si rivela essere Tomko. Quest'ultimo sfida ad Impact AJ per il titolo, ma non riesce a vincerlo. A Genesis, sconfigge Angle in un Last Chance Match colpendolo con la cintura, effettuando un turn heel e definendosi il "New Nature Boy", alleandosi con Ric Flair. Hogan ufficializza un match per l'edizione di Impact del 21 gennaio, dove se Flair fosse intervenuto, Styles sarebbe stato privato della corona. Il match finisce con l'arbitro Earl Hebner che, pagato da Flair, fa suonare la campana nonostante Angle non avesse ceduto alla mossa di sottomissione del campione. A Against All Odds, Styles batte Samoa Joe grazie all'aiuto di Flair, in un match arbitrato da Bischoff. L'8 marzo, Styles e Flair vengono sconfitti da Hogan e Abyss. A fine match, Jeff Hardy fa il suo ritorno salvando Hogan e Abyss dal pestaggio degli altri due e di Desmond Wolfe. La settimana seguente, Styles viene battuto da Hardy in un No-Title Match. A Lockdown, batte D'Angelo Dinero in uno Steel Cage Match, mantenendo il titolo. Tuttavia, lo perderà il giorno dopo ad Impact contro Rob Van Dam.

#### The Fortune (2010–2012)

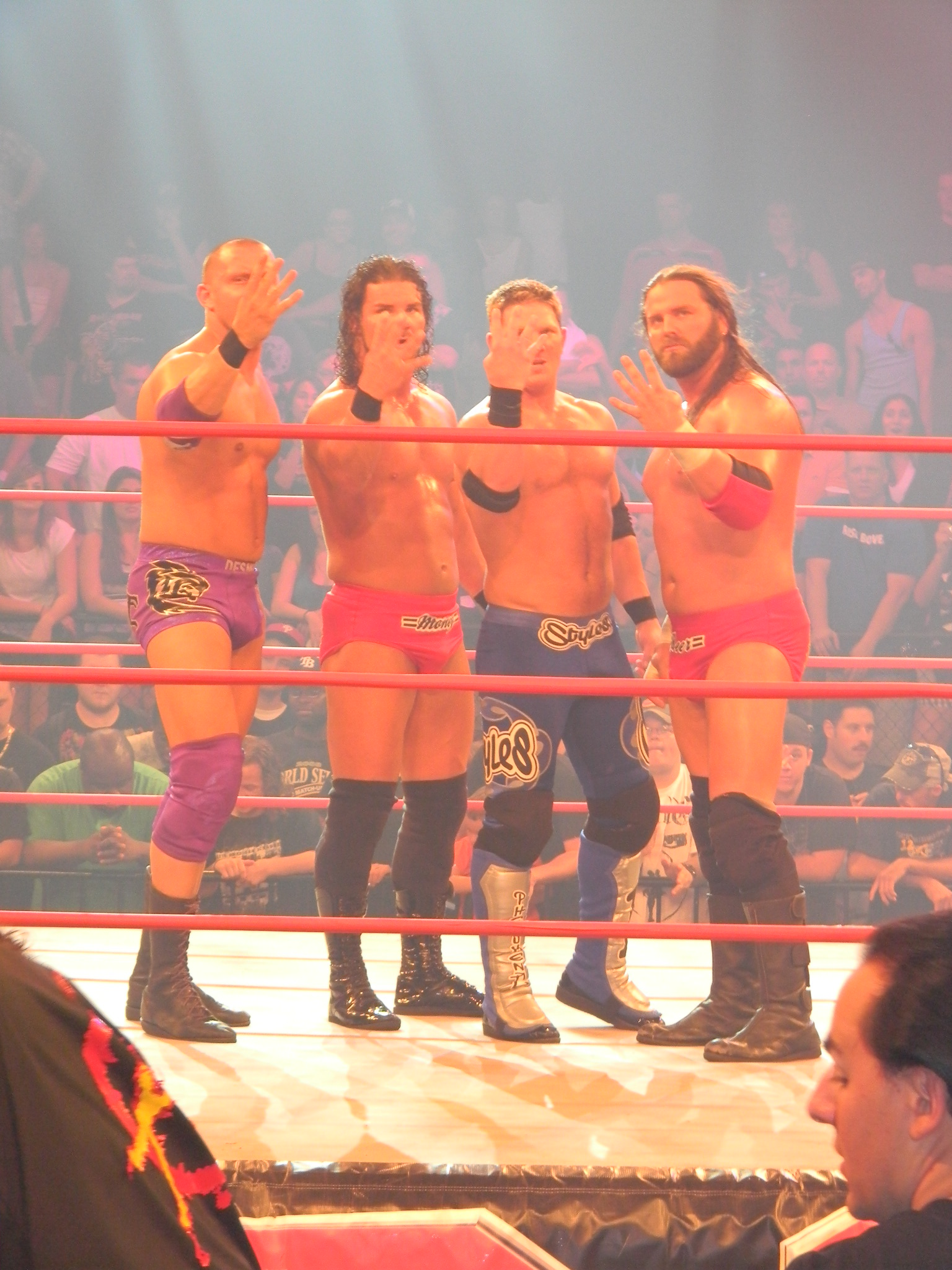
La Fortune nel 2010: (da sinistra a destra) Desmond Wolfe, Robert Roode, AJ Styles e James Storm

Il 3 maggio ad Impact, batte Abyss in un Monster's Ball match, e attacca Van Dam dopo il suo match contro Desmond Wolfe. A Sacrifice, sfrutta la sua clausola di rivincita, ma perde contro Rob Van Dam. Con le sconfitte accumulate, Flair assume Kazarian come suo nuovo protetto e ciò scaturisce la gelosia di Styles e cerca di impressionare il suo mentore, ma rimedia solo figuracce contro Jay Lethal, che lo batte anche a Slammiversary. Flair annuncia poi la formazione di una nuova stable sullo stile dei Four Horsemen, chiamata The Fortune, che includeva Styles, Flair, James Storm, Robert Roode, Kazarian e Desmond Wolfe. Styles decide di diventare l'Arn Anderson del gruppo e Flair, nel tentativo di riappacificare Kazarian e Styles, li mette insieme in un match di coppia per Victory Road contro Samoa Joe e Rob Terry, che riescono a vincere grazie anche alle interferenze di Desmond Wolfe. Il 13 luglio, sconfigge Rob Terry, vincendo il TNA Global Championship. Il 12 agosto, anche Matt Morgan e Douglas Williams si uniscono alla stable e attaccano la EV 2.0, formata da ex wrestlers della ECW. A No Surrender, Styles sconfigge Tommy Dreamer in un "I Quit Match", dove il titolo non era comunque in palio. A Bound for Glory, Styles, Kazarian, Morgan, Roode e Storm vengono sconfitti in un Lethal Lockdown match da Dreamer, Raven, Rhino, Sabu e Stevie Richards. La sera dopo, la Fortune si allea con gli Immortals di Eric Bischoff. A Turning Point, la Fortune batte la EV 2.0, causando il licenziamento di Sabu. A Final Resolution, Styles perde il Global Title contro Douglas Williams, uscito dalla Fortune il 18 novembre. Il 23 dicembre, prova a riconquistare il titolo in un Ironman match da 20 minuti, che però finisce 1 a 1. A Genesis avrebbe dovuto mettere in palio il suo posto nella Fortune contro il titolo di Williams, ma subisce un infortunio e il suo posto viene preso da Abyss. Nel match riuscirà comunque ad interferire, facendo perdere il titolo a Williams. Il 31 gennaio, la Fortune effettua un Turn Face attaccando gli Immortals, interferendo nel match per il titolo del mondo fra Jeff Hardy e Mr. Anderson. Styles insieme a Kurt Angle, viene però sconfitto da Jeff Jarrett e Jeff Hardy nel suo match di ritorno dall'infortunio. Ric Flair, che non aveva partecipato al Turn della sua stable a causa di un infortunio anch'egli, al suo ritorno tradisce i compagni e si allea con gli Immortals, sfidando Styles e Matt Hardy in un match a tre Street Fight, che di fatto diventa un Handicap Match dato che Flair e Hardy facevano entrambi parte degli Immortals. Il match viene vinto da Flair. A Victory Road, Styles batte Hardy, nonostante le interferenze di Flair.
La sera dopo ad Impact, Styles viene considerato infortunato dopo la Powerbomb di Bully Ray su un tavolo, per ordine di Flair. Il 31 marzo, Christopher Daniels ritorna salvando gli ultimi tre membri della Fortune rimasti. A Lockdown, aiuta Daniels, Kazarian, Roode e Storm a sconfiggere Abyss, Flair, Hardy e Ray in un Lethal Lockdown Match. Il 5 maggio, Styles e Daniels sconfiggono Gunner e Ray per squalifica, ma dopo il match arriva Tommy Dreamer che attacca Styles effettuando un Turn Heel. Il 26 maggio, Styles e Daniels perdono contro Ray e Dreamer un No DQ Street Fight Tag Team Match. A Slammiversary, Styles perde contro Ray un Last Man Standing Match. A Destination X, dedicato interamente alla X Division, Styles sconfigge l'amico Daniels nel main event. Nel rematch del 1º settembre, è però Daniels a vincere. Dopo il match però, questo rifiuta di dare la mano al rivale e ciò porterà ad una rivalità e ad una rissa nel backstage. A Bound for Glory, Styles sconfigge Daniels in un "I Quit" Match. La stessa sera, ha un confronto con Bobby Roode, detentore del titolo TNA vinto da James Storm, tradendo la Fortune. A Turning Point, sfida Roode per il titolo ma viene sconfitto. A Final Resolution, lotta ancora contro Roode in un Ironman Match da 30 minuti finito sul 3 a 3. Nel Sudden Death, è però Roode a spuntarla. Nell'episodio successivo, Styles e Kazarian, unici membri rimasti della Fortune, combattono contro Magnus e Samoa Joe nella finale del Wild Card Tournament.

#### Varie faide (2012–2013)
Nella puntata di Impact del 9 febbraio ha perso un single match contro Daniels, grazie all'intervento di Kazarian. Ad Against All Odds, Styles è stato sconfitto da Kazarian in un single match. Al PPV Victory Road 2012, insieme a Mr. Anderson sconfigge Kazarian e Christopher Daniels. Il 5 aprile a IMPACT! perde contro James Storm. Al PPV Sacrifice 2012 viene sconfitto da Kurt Angle e ha fine match viene salvato da quest'ultimo dall'attacco dei nuovi campioni di coppia Christopher Daniels e Kazarian. Nella puntata successiva al PPV vince una 10-man Battle Royal si qualifica per il Fatal 4-Way match per diventare lo sfidante al TNA World Heavyweight Championship. Nella puntata del 24 maggio perde contro Bobby Roode in un match valevole per il titolo. Il 31 maggio sconfigge Christopher Daniels, ma dopo il match viene attaccato dallo stesso Daniels e da Kazarian, che poi mettono fuori gioco anche Kurt Angle. A Slammiversary combatterà in coppia con Kurt Angle contro Daniels e Kaz per il TNA World Tag Team Championship. Nella puntata del 7 giugno vince insieme a Sting e a Kurt Angle contro Bobby Roode, Christopher Daniels e Kazarian. A Slammiversary insieme a Kurt Angle, sconfigge Christopher Daniels & Kaz conquistando i TNA World Tag Team Championship salvo poi perderli qualche giorno dopo contro gli ex-campioni.
Tentano di riconquistare i titoli di coppia a Bound for Glory in un triple treath match dove, oltre ai loro rivali, erano inclusi Chavo Guerrero Jr. e Hernandez ma a vincere gli allori di coppia è proprio il team messicano. L'11 novembre, a Turning Point, Styles viene schienato da James Storm nel Triple Treath Match valido per lo status di primo sfidante al titolo TNA che includeva anche Robert Roode. Il 9 dicembre, in quello che era stato annunciato il loro ultimo match, viene battuto da Christopher Daniels. La sera dopo tiene un promo dove si dice stanco di pensare a fare sempre la cosa giusta, che non sempre gli permette di avere buoni risultati, dicendo di dover pensare più a se stesso.
Torna nella puntata di Impact! del 14 marzo prima attaccando Kaz e costringendo alla fuga sia lui che Christopher Daniels, poi attaccando James Storm. Nelle settimane successive di Impact! l'intero roster si chiede quale sarà la scelta di AJ sulla fazione che sceglierà tra i Bad Influence, il roster di Impact! e gli Aces & Eights. Nella puntata di Impact! del 18 aprile sconfigge James Storm con una nuova manovra di sottomissione, mentre nella puntata di Impact! del 9 maggio ha una rissa con Kurt Angle poiché non aveva ancora preso una decisione sulla fazione con sui si sarebbe schierato. Nella stessa sera viene ufficializzato un suo match contro Kurt Angle a TNA Slammiversary, dove viene sconfitto. Nella puntata di Impact! del 16 maggio Mr. Anderson annuncia a Kurt Angle l'entrata di AJ negli Aces & Eights nella puntata successiva, poi AJ attacca Kurt con un Pelè Kick. Nella puntata di Impact! del 23 maggio favorisce Anderson nel suo match contro Angle, poi, durante la sua introduzione negli Aces & Eights lo stesso Angle interviene chiedendogli di ripensarci, ma prima gli Aces & Eights bloccano Kurt, poi AJ lo colpisce con il martello del gruppo sulla gamba sinistra. Quando tutto sembrava fatto, AJ colpisce con il martello prima DOC, Knox e infine Garett Bischoff.
La settimana dopo AJ si presenta con una nuova theme song e annuncia che nella sua carriera ha capito che eroi non ce ne possono essere e poi ha un match contro Samoa Joe, per le qualificazioni del WHC title, che finisce in pareggio per tempo limite e da ad entrambi 2 punti. Dopo colleziona altri 20 punti battendo prima Kazarian e poi Jeff Hardy per sottomissione con la sua Calf Killer. Ad Hard Justice non riesce a vincere il Ladder Match con in palio 20 punti contro Jeff Hardy, Austin Aries e Kazarian che vanno a quest'ultimo. Nella puntata di Impact! del 22 agosto turna face e si allea con la Main Event Mafia per combattere gli Aces & Eights in un match che prevedeva il licenziamento del membro che subiva lo schienamento decisivo. AJ fa vincere la Main Event Mafia con la sua Styles Clash su Devon, che viene licenziato. Il 5 settembre AJ vince il "Last Chance" Gauntlet Match, l'incontro conclusivo delle Bound for Glory Series, guadagnando 20 punti e balzando in testa alla classifica. A No Surrender AJ batte Austin Aries in semifinale e Magnus in finale, vincendo le Bound for Glory Series. In questo periodo comincia una faida, come dissidente, contro la presidente della TNA, Dixie Carter. A Bound for Glory 2013 batte Bully Ray e diventa TNA World Heavyweight Champion per la seconda volta in carriera. Nella puntata di Impact successiva al PPV difende con successo il titolo contro Bully Ray, ma, quando successivamente Dixie Carter gli offre un lauto contratto, lui rifiuta e abbandona la TNA e il 16 dicembre annuncia che andrà nelle federazioni indipendenti ma con tanto clamore il 29 dicembre 2013 il sito della ROH annuncia il suo ritorno, esattamente dopo 10 anni. The Phenomenal One abbandona così la TNA ufficialmente e le trattative per riaverlo sembrano essere state bruscamente interrotte.
Torna nella puntata di Impact! del 2 gennaio 2014 sfidando il TNA World Heaviweight Champion Magnus. Questo è stato l'ultimo match di Styles in TNA in quanto questi si è rifiutato di rinnovare il contratto scontento della stessa federazione. Infatti a fine match, dopo esser stato sconfitto da Magnus a seguito di numerose interferenze, tiene un promo in cui ringrazia i fan di esser stato con lui.

### Ritorno in ROH (2013–2014)
Dopo aver lasciato la TNA nel dicembre 2013 è stato subito annunciato che Styles avrebbe lottato per la ROH come free agent. Styles è tornare a lottare un match nella ROH il 4 gennaio 2014, sconfiggendo Roderick Strong; quest'ultimo, a fine match, si è infortunato dopo la manovra risolutiva di Styles.
A Final Battle 2015 fu sconfitto da Jay Lethal, in un match valido per il ROH World Championship.

### New Japan Pro-Wrestling (2014–2016)

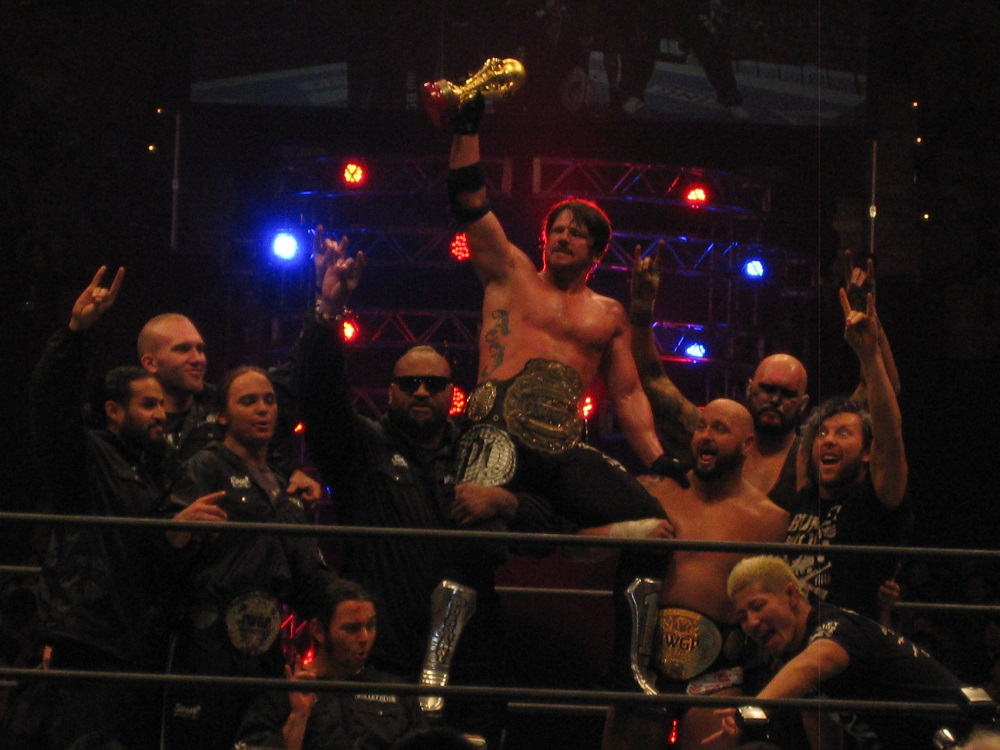
Il Bullet Club festeggia la vittoria di AJ Styles dell'IWGP Heavyweight Championship nel 2015

Il 27 marzo 2014 è stato riportato che Styles aveva firmato un contratto con la New Japan Pro-Wrestling. Il debutto di Styles è avvenuto il 6 aprile a Invasion Attack 2014, dove ha attaccato Kazuchika Okada dopo il suo match per colpirlo infine con la Styles Clash. Styles lo ha poi sfidato in un match per l'IWGP Heavyweight Championship detenuto da Okada, prima di rivelare se stesso come il nuovo membro del Bullet Club, stabilendosi allo stesso tempo come heel.
Styles ha lottato il suo primo incontro sotto contratto con la NJPW il 3 maggio a Wrestling Dontaku 2014, dove ha sconfitto Okada con l'aiuto di Yujiro Takahashi per conquistare l'IWGP Heavyweight Championship. Styles è diventato il sesto campione gaijin e il primo campione statunitense dopo Brock Lesnar nel 2005. Inoltre è divenuto il wrestler che ha vinto il titolo in minor tempo possibilevincendo appunto all'esordio. Il 17 maggio ha difeso con successo il titolo per la prima volta sconfiggendo Okada e Michael Elgin in un three-way match svoltosi all'evento co-prodotto dalla NJPW/ROH War of the Worlds nella città di New York. Il 25 maggio a Back to the Yokohama Arena Styles ha difeso con successo il titolo per la seconda volta sconfiggendo Okada. Styles ha subìto la sua prima sconfitta nella NJPW il 21 luglio, quando è stato sconfitto da Okada nel suo primo match del torneo G1 Climax. Styles ha vinto nove dei dieci match del torneo, ma non è riuscito a raggiungere la finale a causa della sconfitta subìta contro Okada nello scontro diretto. Styles ha perso l'IWGP Heavyweight Championship contro Hiroshi Tanahashi nella sua terza difesa del titolo Il 13 ottobre a King of Pro-Wrestling: il ritornante Yoshitatsu ha fermato il nuovo membro del Bullet Club, Jeff Jarrett, che aveva interferito nel match.
Ciò ha portato a un match contro Yoshitatsu l'8 novembre a Power Struggle, dove Styles lo ha sconfitto con l'aiuto di Jarrett. Dopo il match Styles ha avuto un confronto con Tetsuya Naito. Durante il match Yoshitatsu si è legittimamente rotto il collo dopo aver subìto la Styles Clash, portando alla NJPW a dare un push a Styles come un "killer" e la Styles Clash come una mossa controversa. Quello stesso mese ha partecipato insieme a Yujiro Takahashi all'annuale World Tag League. Nonostante la vittoria contro i membri del Bullet Club Doc Gallows e Karl Anderson (detentori dell'IWGP Tag Team Championship), Styles e Takahashi non sono riusciti ad avanzare dal loro gruppo con un record di quattro vittorie e tre sconfitte a causa della sconfitta subìta contro Kazuchika Okada e Yoshi-Hashi nell'ultimo giorno. Styles e Naito si sono affrontati il 4 gennaio 2015 a Wrestle Kingdom 9, dove Styles ha vinto. L'11 febbraio, Styles ha sconfitto Tanahashi per vincere l'IWGP Heavyweight Championship per la seconda volta. Nel mese di aprile Styles ha difeso con successo il titolo contro il vincitore della New Japan Cup Kōta Ibushi a Invasion Attack in un match singolo.

### WWE (2016–presente)

#### Regni titolati (2016–2017)

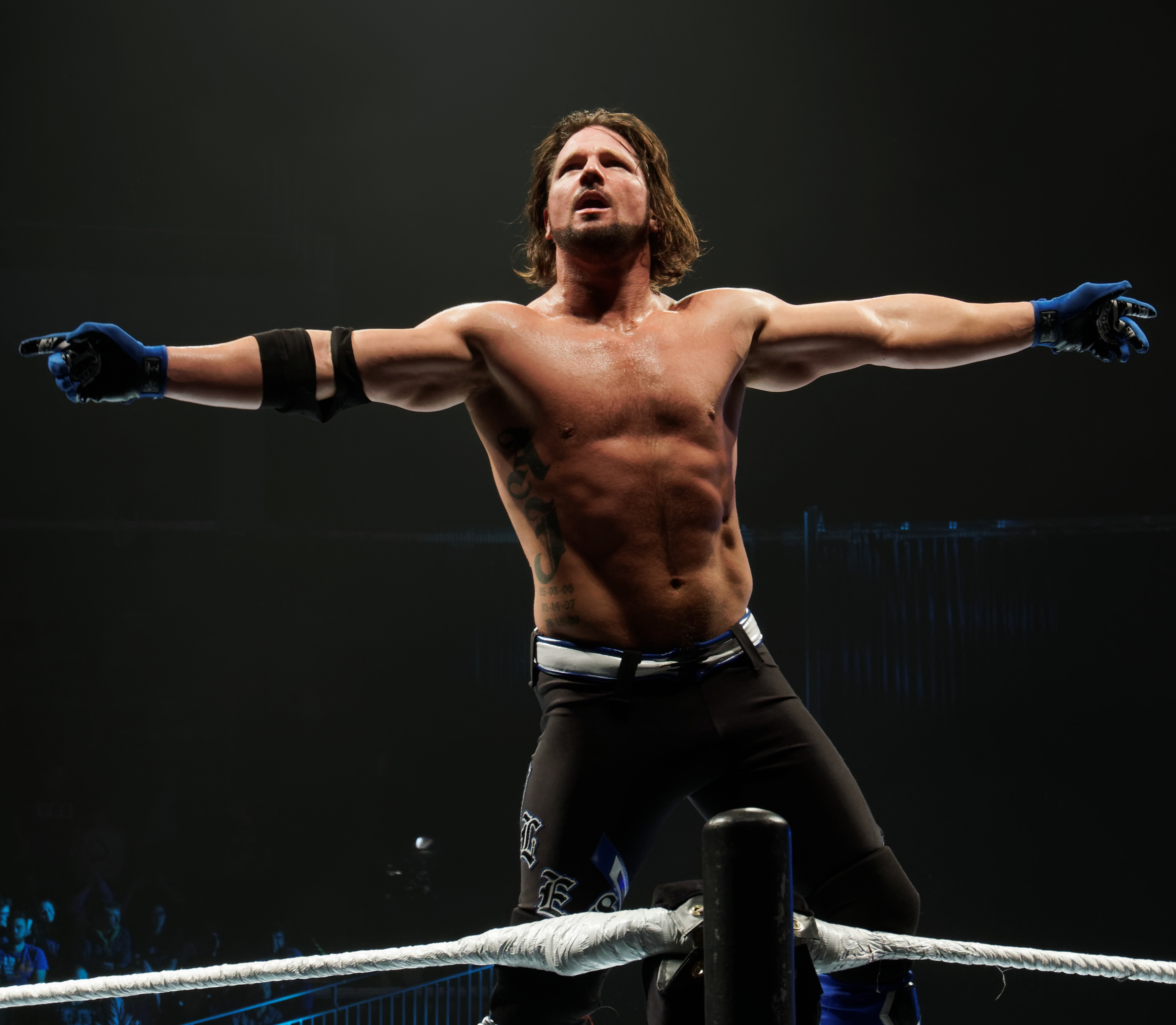
AJ Styles nel 2016

Dopo settimane di speculazioni Styles ha fatto il suo debutto in WWE il 24 gennaio 2016, nel royal rumble match dell'omonimo pay-per-view, entrando come terzo partecipante: è riuscito ad eliminare Curtis Axel e Tyler Breeze, ma è stato eliminato da Kevin Owens dopo circa 28 minuti di permanenza sul ring. La sera seguente ha fatto il suo debutto a Raw sconfiggendo Chris Jericho, a cui ha stretto la mano al termine del match, mentre ha fatto il suo debutto a SmackDown sconfiggendo Curtis Axel con la Styles Clash, che aveva tentato di eseguire senza successo sia alla Royal Rumble, sia nel match a Raw contro Jericho. Styles è stato poi sfidato da Jericho a sconfiggerlo una seconda volta nella puntata successiva di SmackDown, dove Styles ha subìto la sua prima sconfitta. La rivalità con Jericho è culminata a Fastlane, dove Styles lo ha sconfitto per sottomissione e al termine del match i due si sono nuovamente stretti la mano in segno di rispetto. In seguito i due hanno formato un tag team chiamato Y2AJ e dopo averli sconfitti in un match non titolato hanno affrontato Big E e Kofi Kingston per il WWE Tag Team Championship nella puntata di Raw del 7 marzo, ma sono stati sconfitti dopo lo schienamento di Jericho da parte di Big E e al termine del match Styles è stato tradito da Jericho, che lo ha colpito con tre Codebreaker, sancendo di fatto la fine del loro tag team. La rivalità tra i due è continuata nelle settimane seguenti e Styles ha sfidato Jericho a un match a WrestleMania 32, dove è tuttavia uscito sconfitto nel suo match di debutto a WrestleMania.
Nella puntata di Raw successiva a WrestleMania 32 è stato inserito in un fatal four-way match per decretare lo sfidante al WWE World Heavyweight Championship di Roman Reigns, che lo ha visto sconfiggere Kevin Owens, Jericho e il rientrante Cesaro. Dopo aver mantenuto il ruolo di primo sfidante contro Sami Zayn non è tuttavia riuscito a conquistare il WWE World Heavyweight Championship contro l'allora campione Reigns in due occasioni nel mese di maggio: a Payback in un match singolo e a Extreme Rules in un Extreme Rules match. Styles si è poi separato dal Club dopo non essere riuscito a qualificarsi al Money in the Bank ladder match, ma nella puntata di Raw del 30 maggio seguente ha attaccato il rientrante John Cena insieme a Gallows e Anderson, con cui si è riunito per riformare il Club. Ciò ho portato a un match singolo tra Styles e Cena a Money in the Bank, dove Styles ha vinto grazie all'aiuto di Gallows e Anderson.
Durante il Draft, Styles è stato scelto da SmackDown mentre Gallows e Anderson sono passati a Raw. Il 24 luglio, a Battleground, il Club è stato sconfitto da John Cena, Enzo Amore e Big Cass. Nella puntata di SmackDown del 26 luglio Styles ha partecipato ad un Six-Pack Challenge match che comprendeva anche Apollo Crews, Baron Corbin, Bray Wyatt, Dolph Ziggler e John Cena per decretare lo sfidante al WWE Championship di Dean Ambrose, ma il match è stato vinto da Ziggler. Il 21 agosto, a SummerSlam, Styles ha sconfitto John Cena dopo un duro e agguerrito incontro grazie alla Styles Clash e al Phenomenal Forearm; a seguito di questa vittoria, Styles ha iniziato a farsi chiamare "The Face That Runs the Place", vantandosi di aver sconfitto quello che di fatto è il volto della federazione da anni, ovvero John Cena. Nella puntata di SmackDown del 23 agosto Styles ha sconfitto Dolph Ziggler diventando lo sfidante al WWE Championship di Dean Ambrose.
L'11 settembre, a Backlash, Styles ha sconfitto Ambrose vincendo il WWE Championship, il suo primo titolo in WWE. Nella puntata di SmackDown del 27 settembre Styles ha difeso con successo il WWE Championship contro Dean Ambrose, schienandolo con un roll-up approfittando di una distrazione involontaria di John Cena. Il 9 ottobre, a No Mercy, Styles ha difeso con successo il titolo in un Triple Threat match che includeva anche Dean Ambrose e John Cena. Nella puntata di SmackDown del 18 ottobre Styles è stato sconfitto per squalifica da James Ellsworth ma ha comunque mantenuto il WWE Championship. Nella puntata di SmackDown del 25 ottobre ha sconfitto Dean Ambrose (il quale se avesse vinto sarebbe diventato lo sfidante al WWE Championship) per squalifica a causa dell'intervento di James Ellsworth. Il 1º novembre a SmackDown, tuttavia, Styles è stato sconfitto da Ambrose, il quale si è guadagnato lo status di sfidante al WWE Championship, grazie ad una distrazione di Ellsworth. Il 20 novembre, a Survivor Series, Styles ha preso parte al 5-on-5 Traditional Survivor Series Elimination match come parte del Team SmackDown contro il Team Raw, ma è stato eliminato da Seth Rollins; ciononostante il Team SmackDown ha vinto ugualmente l'incontro. Nella puntata di SmackDown del 22 novembre Styles è stato sconfitto da James Ellsworth in un Ladder match, con in palio un contratto a SmackDown per Ellsworth, grazie anche all'intervento di Dean Ambrose ai danni del Phenomenal One. Il 4 dicembre, a TLC: Tables, Ladders & Chairs, Styles ha difeso con successo il titolo contro Dean Ambrose in un Tables, Ladders and Chairs match grazie all'inaspettato intervento di James Ellsworth ai danni di Ambrose. Nella puntata di SmackDown del 20 dicembre Styles ha difeso con successo il titolo contro James Ellsworth, sconfiggendolo in pochi secondi. Nella puntata di SmackDown del 27 dicembre Styles ha difeso con successo il titolo in un Triple Threat match che includeva anche Baron Corbin e Dolph Ziggler; successivamente, Styles ha accettato la sfida del rientrante John Cena per il WWE Championship alla Royal Rumble. Il 29 gennaio 2017, alla Royal Rumble, Styles ha perso il WWE Championship contro John Cena dopo 140 giorni di regno.
Il 12 febbraio, a Elimination Chamber, Styles ha partecipato ad un Elimination Chamber match per il WWE Championship che comprendeva anche il campione John Cena, Baron Corbin, Bray Wyatt, Dean Ambrose e The Miz ma è stato eliminato da Wyatt, che si è aggiudicato il match e il titolo. Nella puntata di SmackDown del 14 febbraio Styles ha partecipato ad un Triple Threat match per il WWE Championship contro il campione Bray Wyatt e John Cena ma il match è stato vinto dal campione quando ha schienato Cena. Nella puntata di SmackDown del 21 febbraio Styles ha partecipato ad una 10-Man Battle Royal per decretare lo sfidante di Bray Wyatt a WrestleMania 33 per il WWE Championship ma lui e Luke Harper si sono eliminati a vicenda, facendo concludere la contesa in un pareggio. Nella puntata di SmackDown del 28 febbraio il match per determinare lo sfidante di Bray Wyatt a WrestleMania 33 tra Harper e Styles si è concluso con la vittoria di quest'ultimo. Nella puntata di SmackDown del 7 marzo Styles ha affrontato Randy Orton per determinare l'avversario indiscusso di Bray Wyatt a WrestleMania 33 ma è stato sconfitto. Il 2 aprile, a WrestleMania 33, Styles ha sconfitto Shane McMahon.
Nella puntata di SmackDown dell'11 aprile Styles ha vinto un Triple Threat match che includeva anche Baron Corbin e Sami Zayn, diventando lo sfidante allo United States Championship di Kevin Owens. Nella puntata di SmackDown del 18 aprile Styles ha sconfitto Baron Corbin per count-out. Nella puntata di SmackDown del 25 aprile Styles ha sconfitto Baron Corbin. Nella puntata di SmackDown del 9 maggio Styles, Randy Orton e Sami Zayn sono stati sconfitti da Baron Corbin, Jinder Mahal e Kevin Owens. Nella puntata di SmackDown del 16 maggio Styles è stato sconfitto da Jinder Mahal grazie anche all'intervento di Kevin Owens. Il 21 maggio, a Backlash, Styles ha affrontato Kevin Owens per lo United States Championship ma è stato sconfitto per count-out. Nella puntata di SmackDown del 23 maggio Styles e Shinsuke Nakamura hanno sconfitto Dolph Ziggler e Kevin Owens. Nella puntata di SmackDown del 30 maggio Styles è stato sconfitto da Dolph Ziggler. Nella puntata di SmackDown del 6 giugno Styles ha sconfitto Dolph Ziggler. Nella puntata di SmackDown del 13 giugno Styles, Sami Zayn e Shinsuke Nakamura hanno sconfitto Baron Corbin, Dolph Ziggler e Kevin Owens. Il 18 giugno, a Money in the Bank, Styles ha partecipato all'omonimo Ladder match assieme a Baron Corbin, Dolph Ziggler, Kevin Owens, Sami Zayn e Shinsuke Nakamura ma il match è stato vinto da Corbin. Nella puntata di SmackDown del 4 luglio Styles ha sconfitto Chad Gable, guadagnando dunque l'opportunità di inserirsi nella Independence Day Battle Royal per determinare lo sfidante allo United States Championship di Kevin Owens; quella stessa sera Styles ha vinto la suddetta Battle Royal eliminando per ultimo Sami Zayn, confermandosi sfidante allo United States Championship. Il 7 luglio, durante un House show di SmackDown svoltosi al Madison Square Garden di New York, Styles ha sconfitto Kevin Owens, conquistando così lo United States Championship per la prima volta. Nella puntata di SmackDown dell'11 luglio Styles e John Cena hanno sconfitto Kevin Owens e Rusev. Nella puntata di SmackDown del 18 luglio Styles e Shinsuke Nakamura sono stati sconfitti da Baron Corbin e Kevin Owens. Il 23 luglio, a Battleground, Styles ha perso lo United States Championship contro Kevin Owens dopo 16 giorni di regno. Nella puntata di SmackDown del 25 luglio Styles ha riconquistato lo United States Championship per la seconda volta vincendo un Triple Threat match che includeva anche il precedente campione Kevin Owens e il rientrante Chris Jericho. Nella puntata di SmackDown del 1º agosto Styles ha difeso con successo il titolo contro Kevin Owens nonostante un errore arbitrale poiché Owens, durante lo schienamento, aveva vistosamente alzato la spalla. Il 20 agosto, a SummerSlam, Styles ha difeso con successo il titolo contro Kevin Owens in un match con Shane McMahon come arbitro speciale. Nella puntata di SmackDown del 22 agosto Styles ha difeso con successo il titolo contro Kevin Owens in un Last Chance match arbitrato prima da Baron Corbin e, in seguito, da Shane McMahon. Nella puntata di SmackDown del 29 agosto Styles ha difeso con successo il titolo contro Tye Dillinger in una Open Challenge. Nella puntata di Sin City SmackDown Live del 12 settembre Styles ha difeso con successo il titolo contro Tye Dillinger per la seconda volta. L'8 ottobre, a Hell in a Cell, Styles ha perso lo United States Championship a favore di Baron Corbin in un Triple Threat match che includeva anche Tye Dillinger, concludendo il suo regno durato 75 giorni. Nella puntata di SmackDown del 10 ottobre Styles ha affrontato Baron Corbin per lo United States Championship ma è stato sconfitto.

#### WWE Champion (2017–2018)

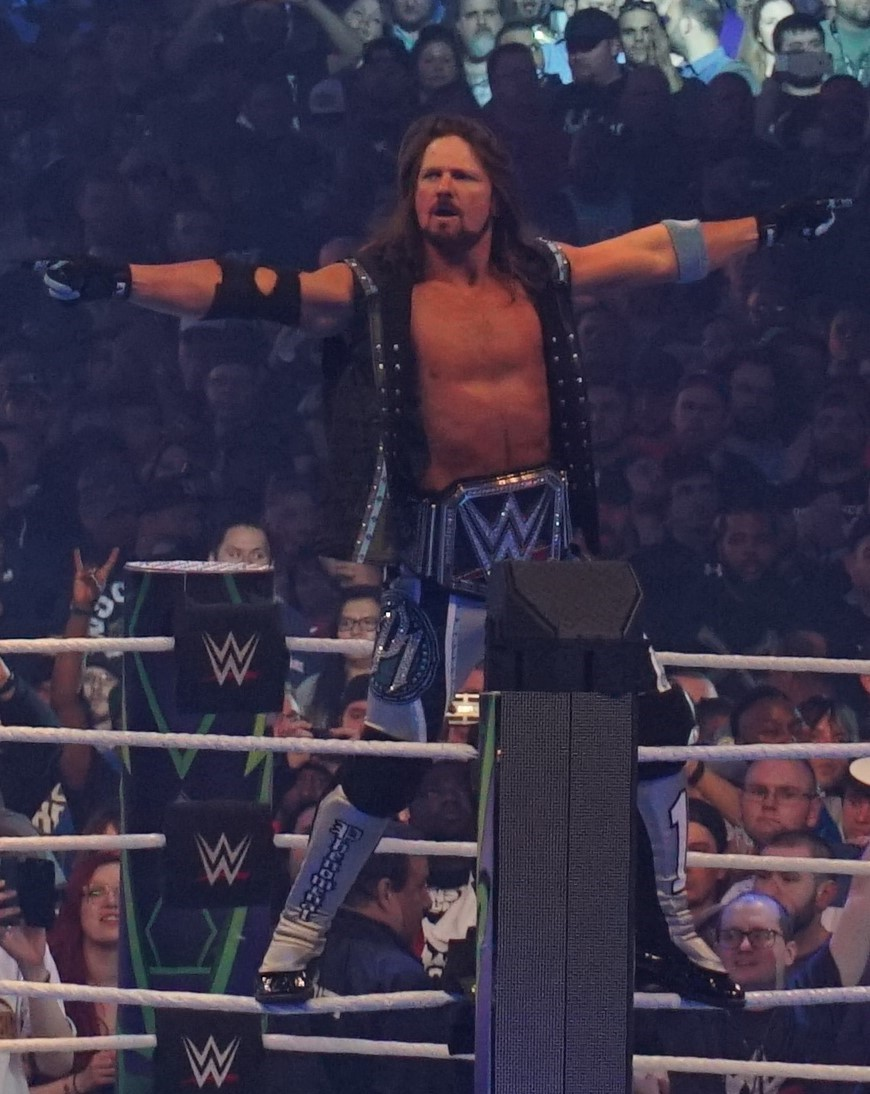
AJ Styles con il WWE Championship nel 2018

Nella puntata di SmackDown del 17 ottobre Styles ha avuto un confronto con il WWE Champion Jinder Mahal. Il 20 ottobre è stato annunciato che Styles avrebbe rimpiazzato Bray Wyatt nel suo match di TLC: Tables, Ladders & Chairs contro Finn Bálor a causa di una meningite. Il 22 ottobre, a TLC, Styles è stato sconfitto da Bálor. Il giorno dopo Styles è apparso a Raw, dove ha fatto coppia con i WWE Raw Tag Team Champions Dean Ambrose e Seth Rollins sconfiggendo l'Intercontinental Champion The Miz, Cesaro e Sheamus. Nelle successive puntate di SmackDown, rispettivamente del 24 e 31 ottobre, Styles ha sconfitto facilmente i due manager di Mahal, i Singh Brothers. Nella puntata di SmackDown del 7 novembre, tenutasi a Manchester in Inghilterra, Styles ha sconfitto Jinder Mahal, conquistando così il WWE Championship per la seconda volta (si tratta inoltre della prima volta che il WWE Championship ha cambiato possessore al di fuori del Nord America). Il 19 novembre, a Survivor Series, Styles è stato sconfitto dal WWE Universal Champion Brock Lesnar. Nella puntata di SmackDown del 28 novembre Styles ha sconfitto facilmente i Singh Brothers in un 2-on-1 Handicap match. Il 17 dicembre, a Clash of Champions, Styles ha difeso con successo il titolo contro Jinder Mahal.
Nella puntata di SmackDown del 19 dicembre Styles, Randy Orton e Shinsuke Nakamura hanno sconfitto Jinder Mahal, Kevin Owens e Sami Zayn. Nella puntata di SmackDown del 26 dicembre Styles è stato sconfitto da Kevin Owens in un match non titolato. Nella puntata di SmackDown del 2 gennaio 2018 Styles è stato sconfitto da Sami Zayn in un match non titolato. Nella puntata di SmackDown del 9 gennaio Styles, Randy Orton e Shinsuke Nakamura hanno sconfitto Kevin Owens e Sami Zayn in un 3-on-2 Handicap match. Nella puntata di SmackDown del 23 gennaio Styles ha sconfitto Kevin Owens ma, successivamente, è stato sconfitto da Sami Zayn. Il 28 gennaio, alla Royal Rumble, Styles ha difeso con successo il titolo in un 2-on-1 Handicap match contro Kevin Owens e Sami Zayn, nonostante abbia schienato Owens il quale non era l'uomo legale. Nella puntata di SmackDown del 30 gennaio Styles e Shinsuke Nakamura hanno sconfitto Kevin Owens e Sami Zayn. Nella puntata di SmackDown del 20 febbraio Styles ha sconfitto Baron Corbin in un match non titolato. Nella puntata di SmackDown del 27 febbraio Styles è stato sconfitto da John Cena in un match non titolato, ottenendo dunque il diritto di inserisi nel Fatal 5-Way match per il WWE Championship a Fastlane. Nella puntata di SmackDown del 6 marzo il match tra Styles e Dolph Ziggler è terminato in no-contest a causa dell'intervento di Kevin Owens e Sami Zayn; quella stessa sera, Styles ha partecipato ad un Fatal 5-Way match che includeva anche Baron Corbin, Dolph Ziggler, Kevin Owens e Sami Zayn ma il match è stato vinto da quest'ultimo. L'11 marzo, a Fastlane, Styles ha difeso con successo il titolo in un Six-pack Challenge match che comprendeva anche Baron Corbin, Dolph Ziggler, John Cena, Kevin Owens e Sami Zayn. Nella puntata di SmackDown del 13 marzo Styles ha sconfitto Rusev per squalifica a causa dell'intervento di Aiden English. Nella puntata di SmackDown del 3 aprile Styles e Shinsuke Nakamura hanno sconfitto Chad Gable e Shelton Benjamin.
L'8 aprile, a WrestleMania 34, Styles ha difeso con successo il titolo contro Shinsuke Nakamura,con quest'ultimo che, dopo una finta celebrazione, gli rifila un colpo basso effettuando un turn Hell per la prima volta da quando è in WWE. Nella puntata di SmackDown del 10 aprile Styles è stato sconfitto da Daniel Bryan per squalifica a causa dell'intervento di Shinsuke Nakamura. Nella puntata di SmackDown del 17 aprile Styles ha sconfitto Rusev per squalifica a causa dell'intervento di Aiden English; quella stessa sera, Styles e Daniel Bryan hanno sconfitto Aiden English e Rusev per squalifica a causa dell'intervento di Big Cass e Shinsuke Nakamura. Nella puntata di SmackDown del 24 aprile Styles, Luke Gallows e Karl Anderson sono stati sconfitti da Aiden English, Rusev e Shinsuke Nakamura. Il 27 aprile, a Greatest Royal Rumble, Styles ha affrontato Shinsuke Nakamura per difendere il WWE Championship ma il match è terminato in doppio count-out. Il 6 maggio, a Backlash, il No Disqualification match fra Styles e Shinsuke Nakamura per il WWE Championship è terminato in no-contest. Nella puntata di SmackDown del 15 maggio Styles è stato sconfitto da Shinsuke Nakamura in un match non titolato (in tal modo, Nakamura avrà il diritto di scegliere la stipulazione del match con in palio il WWE Championship a Money in the Bank). Il 17 giugno, a Money in the Bank, Styles ha difeso con successo il titolo contro Shinsuke Nakamura in un Last Man Standing match. Nella puntata di SmackDown del 3 luglio Styles ha sconfitto Aiden English in un match non titolato. Nella puntata di SmackDown del 10 luglio Styles ha sconfitto Shinsuke Nakamura per squalifica a causa dell'intervento di Rusev; poco dopo, Styles e lo United States Champion Jeff Hardy sono stati sconfitti da Rusev e Shinsuke Nakamura.
Il 15 luglio, a Extreme Rules, Styles ha difeso con successo il titolo contro Rusev. Nella puntata di SmackDown del 17 luglio Styles ha sconfitto Andrade "Cien" Almas in un match non titolato. Il 19 agosto, a SummerSlam, Styles ha affrontato Samoa Joe per difendere il titolo ma è stato sconfitto per squalifica. Il 16 settembre, a Hell in a Cell, Styles ha difeso con successo il titolo contro Samoa Joe nonostante un finale controverso. Il 6 ottobre, a Super Show-Down, Styles ha difeso con successo il titolo contro Samoa Joe in un No Disqualification match.. Nella puntata di SmackDown del 9 ottobre Styles ha sconfitto Shelton Benjamin in un match non titolato. Nella puntata di SmackDown 1000 del 16 ottobre Styles e Daniel Bryan sono stati sconfitti dagli Usos. Nella puntata di SmackDown del 23 ottobre Styles e Bryan sono stati nuovamente sconfitti dagli Usos. Nella puntata di SmackDown del 30 ottobre Styles ha difeso con successo il titolo contro Daniel Bryan. Il 2 novembre, a Crown Jewel, Styles ha difeso con successo il titolo contro Samoa Joe. Nella puntata di SmackDown del 13 novembre Styles ha perso il titolo contro Daniel Bryan dopo un lungo regno durato 371 giorni.

#### Varie faide (2018–2019)
Il 16 dicembre 2018, a TLC: Tables, Ladders & Chairs, Styles ha affrontato Daniel Bryan per il WWE Championship ma è stato sconfitto.
Nella puntata di SmackDown del 1º gennaio 2019 Styles ha vinto un Fatal 5-Way match per determinare lo sfidante al WWE Championship che comprendeva anche Ali, Randy Orton, Rey Mysterio e Samoa Joe. Il 27 gennaio, alla Royal Rumble, Styles ha affrontato nuovamente Daniel Bryan per il WWE Championship ma è stato sconfitto. Il 17 febbraio, ad Elimination Chamber, Styles ha partecipato all'match omonimo per il WWE Championship che comprendeva anche il campione Daniel Bryan, Jeff Hardy, Kofi Kingston, Randy Orton e Samoa Joe ma è stato eliminato da Orton. Nella puntata del 26 marzo, Styles ha sconfitto Kurt Angle per squalifica a causa dell'intervento di Orton. Il 7 aprile, a WrestleMania 35, Styles ha sconfitto Randy Orton.
Con lo Shake-up del 15 aprile 2019 Styles è passato al roster di Raw; quella stessa sera, Styles, Roman Reigns e l'Universal Champion Seth Rollins hanno sconfitto Baron Corbin, Bobby Lashley e Drew McIntyre. Nella puntata di Raw del 22 aprile Styles ha vinto prima un Triple Threat match contro Rey Mysterio e lo United States Champion Samoa Joe, e poi ha sconfitto Baron Corbin, diventando lo sfidante di Seth Rollins per l'Universal Championship. Nella puntata di Raw del 6 maggio Styles e l'Universal Champion Seth Rollins sono stati sconfitti da Baron Corbin e Bobby Lashley. Nella puntata di SmackDown del 7 maggio Styles ha partecipato ad un Triple Threat match per il WWE Championship che comprendeva anche il campione Kofi Kingston e Sami Zayn ma il match è stato vinto da Kingston. Il 19 maggio, a Money in the Bank, Styles ha affrontato Seth Rollins per l'Universal Championship ma è stato sconfitto. Nella puntata di Raw del 24 giugno Styles ha sconfitto Ricochet.

#### Reunion del Club (2019–2020)
Il 1º luglio, a Raw, Styles ha perso contro Ricochet un match titolato per lo United States Championship; al termine dell'incontro ha attaccato il suo avversario insieme a Luke Gallows e Karl Anderson, effettuando un turn heel e riformando il Club dopo tre anni.
Il 14 luglio, a Extreme Rules, Styles ha sconfitto Ricochet conquistando lo United States Championship per la terza volta. Nella puntata di SmackDown del 30 luglio Styles è stato sconfitto dal WWE Champion Kofi Kingston in un match non titolato. L'11 agosto, a SummerSlam, Styles ha difeso con successo il titolo contro Ricochet. Nella puntata di Raw del 12 agosto Styles è stato sconfitto dall'Universal Champion Seth Rollins per squalifica in un match non titolato. Il 15 settembre, nel kick off di Clash of Champions, Styles ha difeso con successo il titolo contro Cedric Alexander. Nella puntata di Raw del 16 settembre l'O.C. ha sconfitto Cedric Alexander e i Viking Raiders. Nella puntata di Raw del 23 settembre Styles ha partecipato ad un Fatal 5-Way Elimination match per determinare lo sfidante all'Universal Championship ma è stato eliminato dal Raw Tag Team Champion Robert Roode. Nella puntata di Raw del 30 settembre Styles ha nuovamente difeso con successo il titolo contro Cedric Alexander. Il 6 ottobre, a Hell in a Cell, l'O.C. è stato sconfitto dai Viking Raiders e Braun Strowman per squalifica. Nella puntata di Raw del 7 ottobre l'O.C. ha sconfitto i Lucha House Party. Nella puntata di SmackDown dell'11 ottobre l'O.C. è stato sconfitto dal New Day. Nella puntata di Raw del 28 ottobre Styles ha sconfitto Humberto Carrillo in un match non titolato. Il 31 ottobre, a Crown Jewel, Styles ha difeso con successo il titolo contro Humberto Carrillo. Il 24 novembre, a Survivor Series, Styles ha partecipato ad un Triple Threat match che comprendeva anche l'Intercontinental Champion Shinsuke Nakamura e l'NXT North American Champion Roderick Strong ma l'incontro è stato vinto da quest'ultimo. Nella puntata di Raw del 25 novembre Styles ha perso il titolo contro Rey Mysterio, grazie anche all'intervento di Randy Orton, dopo 134 giorni di regno.
Nella puntata di Raw del 2 dicembre l'O.C. è stato sconfitto da Humberto Carrillo, Ricochet e lo United States Champion Rey Mysterio. Nella puntata di Raw del 9 dicembre Styles ha affrontato Rey Mysterio per lo United States Championship nel re-match ma è stato sconfitto. Il 26 gennaio, alla Royal Rumble, Styles ha partecipato al match omonimo entrando col numero 18 ma è stato eliminato da Edge. Tuttavia, durante tale contesa, Styles ha subito un infortunio alla spalla che lo terrà fuori dalle scene per un breve periodo.
Il 27 febbraio, a Super ShowDown, ha partecipato al Gauntlet match per il Tuwaiq Trophy ma è stato eliminato per ultimo da The Undertaker. Nella puntata di Raw del 2 marzo Styles ha sconfitto Aleister Black. L'8 marzo, ad Elimination Chamber, Styles è stato sconfitto da Aleister Black in un No Disqualification match a causa dell'intervento di The Undertaker. Il 4 aprile, nella prima serata di WrestleMania 36, Styles è stato sconfitto da The Undertaker in un Boneyard match.
Il 15 aprile sia Gallows che Anderson sono stati licenziati dalla WWE, segnando di fatto la fine dell'O.C.

#### Alleanza con Omos (2020–2022)
Nella puntata di Raw del 4 maggio 2020 Styles fece il suo ritorno partecipando ad un Gauntlet match di qualificazione al Money in the Bank Ladder match ed eliminando per ultimo Humberto Carrillo, vincendo dunque la contesa. Il 10 maggio, a Money in the Bank, Styles partecipò al Money in the Bank Ladder match che comprendeva anche Aleister Black, Daniel Bryan, King Corbin, Otis e Rey Mysterio ma il match venne vinto da Otis.
Nella puntata di SmackDown del 22 maggio Styles passò ufficialmente in tale roster e sconfisse Shinsuke Nakamura nei quarti di finale del torneo per la riassegnazione del vacante Intercontinental Championship. Nella puntata di SmackDown del 29 maggio Styles conquistò la semifinale del torneo per BYE dopo che l'altro semifinalista, Elias, venne investito dall'altro semifinalista Jeff Hardy, risultando dunque impossibilitato a partecipare all'incontro. Nella puntata di SmackDown del 12 giugno Styles sconfisse Daniel Bryan nella finale del torneo conquistando il vacante Intercontinental Championship per la prima volta. Nella puntata di SmackDown del 3 luglio Styles difese con successo il titolo contro Drew Gulak. Nella puntata di SmackDown del 17 luglio Styles difese con successo il titolo contro Matt Riddle. Nella puntata di SmackDown del 31 luglio Styles difese con successo il titolo contro Gran Metalik. Nella puntata di SmackDown del 21 agosto Styles perse successivamente il titolo contro Jeff Hardy dopo 74 giorni di regno.
Nella puntata di SmackDown dell'11 settembre Styles affrontò Hardy per l'Intercontinental Championship ma trionfò per squalifica a causa dell'intervento di Sami Zayn. Il 27 settembre, a Clash of Champions, Styles partecipò ad un Triple Threat Ladder match per l'Intercontinental Championship che comprendeva anche il campione Jeff Hardy e Sami Zayn ma il match venne vinto da quest'ultimo. Il 9 ottobre, per effetto del Draft, Styles tornò al roster di Raw. Nella puntata di Raw del 16 ottobre Styles, affiancato dal suo nuovo manager Omos, sconfisse Matt Riddle. Nella puntata di Raw del 26 ottobre Styles sconfisse Jeff Hardy qualificandosi per il Team Raw per Survivor Series. Il 22 novembre, a Survivor Series, Styles partecipò al tradizionale 5-on-5 Survivor Series Elimination match come parte del Team Raw contro il Team SmackDown trionfando assieme ai suoi compagni. Nella puntata di Raw del 23 novembre Styles sconfisse Randy Orton in un match di qualificazione ad un Triple Threat match per determinare il nuovo sfidante al WWE Championship di Drew McIntyre. Nella puntata di Raw del 30 novembre Styles sconfisse Keith Lee e Riddle in un Triple Threat match diventando lo sfidante al WWE Championship di Drew McIntyre. Il 20 dicembre, a TLC: Tables, Ladders & Chairs, Styles partecipò ad un Tables, Ladders and Chairs match per il WWE Championship che comprendeva anche il campione Drew McIntyre e The Miz (quest'ultimo aveva incassato in corsa il Money in the Bank) ma il match venne vinto da McIntyre. Il 31 gennaio 2021, alla Royal Rumble, Styles partecipò all'omonimo incontro entrando col numero 25 ma venne eliminato da Braun Strowman. Il 21 febbraio, a Elimination Chamber, Styles partecipò all'omonimo match per il WWE Championship che comprendeva anche il campione Drew McIntyre, Jeff Hardy, Kofi Kingston, Randy Orton e Sheamus ma venne eliminato da McIntyre.
Il 10 aprile, durante la prima serata di WrestleMania 37, Styles e Omos sconfissero il New Day conquistando così il Raw Tag Team Championship per la prima volta; con questa vittoria, Styles diventò 32° Triple Crown Champion e 22° Grand Slam Champion. Styles e Omos difesero poi le cinture sia nella rivincita contro il New Day, il 3 maggio a Raw, e poi contro Elias e Jaxson Ryker. Il 18 luglio, a Money in the Bank, Styles e Omos mantennero le cinture di coppia contro i Viking Raiders. Due settimane dopo, a Raw, nella rivincita titolata di Money in the Bank, Styles e Omos trionfarono nuovamente sui Viking Raiders. Il 21 agosto, a SummerSlam, Styles e Omos persero le cinture contro gli RK-Bro dopo 133 giorni di regno. Il 21 ottobre, a Crown Jewel, Styles e Omos affrontarono gli RK-Bro per le cinture di coppia di Raw ma vennero sconfitti.
Il 21 novembre, a Survivor Series, Styles prese parte ad una Battle Royal dedicata a The Rock ma venne eliminato. Successivamente, dopo aver perso contro Dominik e Rey Mysterio, Omos si ribellò a Styles dopo che questi lo aveva attaccato, segnando la fine della loro alleanza. Nel successivo match tra i due, a Raw, ad uscirne vincitore fu Omos.

#### Varie faide (2022–presente)
Dopo essersi separato da Omos, effettuò un turn face iniziando una breve rivalità con il wrestler di NXT 2.0 Grayson Waller, e i due ebbero numerosi confronti nei rispettivi show fino al match tra i due, svoltosi nella puntata di NXT 2.0 dell'11 gennaio, dove trionfò Styles. Il 29 gennaio, alla Royal Rumble, partecipò al match omonimo entrando col numero 1 ma venne eliminato da Madcap Moss dopo aver effettuato sei eliminazioni. Il 7 febbraio, a Raw, sconfisse lo United States Champion Damian Priest in un match non titolato, ma la settimana dopo, nell'incontro valevole per lo United States Championship, venne sconfitto senza riuscire a prevalere.
Il 19 febbraio, ad Elimination Chamber, prese parte al match omonimo per il WWE Championship che comprendeva anche il campione Bobby Lashley, Austin Theory, Brock Lesnar, Riddle e Seth Rollins ma il match venne vinto da Lesnar. Nella puntata di Raw del 28 febbraio accettò la open challenge di Edge per un match WrestleMania 38, ma alla fine questi lo attaccò con una sedia effettuando un turn heel. Il 3 aprile, nella seconda serata di WrestleMania 38, venne sconfitto da Edge a causa della distrazione di Damian Priest. L'8 maggio, a WrestleMania Backlash, venne nuovamente sconfitto da Edge a causa dell'intervento di Rhea Ripley a favore di quest'ultimo. In seguito, venne supportato da Finn Bálor e Liv Morgan nella faida contro il Judgment Day, la stable di Damian Priest, Edge e Rhea Ripley, e il 5 giugno, a Hell in a Cell, i tre vennero sconfitti dalla stable.
Dopo una breve faida con The Miz e Ciampa, ebbe un'opportunità per lo United States Championship di Bobby Lashley affrontandolo il 15 agosto a Raw per la cintura ma venne sconfitto. Dopo essersi riunito all'O.C. con il ritorno di Luke Gallows e Karl Anderson il 10 ottobre a Raw, il 5 novembre, a Crown Jewel, l'O.C. venne sconfitto dal Judgment Day.
Il 12 maggio a SmackDown, prese parte al torneo per il nuovo World Heavyweight Championship; nel primo match sconfisse Edge e Rey Mysterio in un triple threat match, per poi sconfiggere Bobby Lashley nella semifinale la stessa sera. Il 27 maggio, a Night of Champions, venne sconfitto da Seth Rollins nella finale del torneo non riuscendo a conquistare il World Heavyweight Championship.

#### Rincorsa al titolo (2023–presente)
Dopo una pausa di due mesi, Styles è tornato nella puntata di SmackDown del 15 dicembre per aiutare LA Knight e Randy Orton a respingere la Bloodline. Il 27 gennaio a Royal Rumble, prese parte ad un fatal four-way match valevole per l'Undisputed WWE Universal Championship di Roman Reigns che comprendeva anche LA Knight e Randy Orton ma a vincere fu Reigns. Nella puntata di SmackDown del 9 febbraio venne sconfitto da Drew McIntyre (a causa dell'intervento di LA Knight) non riuscendo a qualificarsi per l'elimination chamber match.
A WrestleMania XL, nella seconda serata, ha perso contro LA Knight. La settimana seguente a SmackDown, ha partecipato al torneo per decretare il primo sfidante all'Undisputed WWE Universal Championship di Cody Rhodes, Styles sconfigge Kevin Owens e Rey Mysterio per poi battere in finale LA Knight, ponendo fine alla loro rivalità. Con la vittoria del torneo The Phenomenal ha la possibilità di sfidare Rhodes a Backlash. Nel evento francese non riesce a battere il rivale e quindi a vincere la cintura, ma il mach ricevette una valutazione di 5 stelle da Dave Meltzer. Nella puntata di SmackDown del 31 maggio, Styles ha tenuto quello che sembrava un discorso di ritiro, invitando Cody ma si è poi capito che era tutta una falsa per aggredire il campione. Tutto questo portò i due a sfidarsi ancora, questa volta in un "I quit" match durante l'evento Clash at the Castle: Scotland, dove anche sta volta riesce a vincere Rhodes.
Ritorna a SmackDown nella puntata del 4 ottobre, dove però si infortuna durante un mach contro Carmelo Hayes. Rimase fuori dal ring fino al suo ritorno alla Royal Rumble 2025. La settimana dopo viene annunciato il suo passaggio a Raw. Da il a poco inizio una rivalità contro Logan Paul terminata con la sconfitta di AJ a WrestleMania 41. Nella puntata di Raw del 2 giugno, AJ Styles non è riuscito a qualificarsi al Money in the Bank Ladder match dopo la sconfitta in un triple threat match contro CM Punk e El Grande Americano.

### Pro Wrestling Noah (2024–presente)
Il 12 giugno 2024, la Pro Wrestling Noah ha annunciato la collaborazione con la WWE. Grazie a questo accordo Styles ha debuttato nella federazione giapponese in un mach contro Naomichi Marufuji il 13 luglio 2024.

## Vita privata
Allen Jones è sposato dal 2000 con una donna di nome Wendy, dalla quale ha avuto quattro figli: Ajay (2005), Avery (2007), Albey (2009) e Annie (2014).
Il tatuaggio che ha sul fianco destro riporta le date di nascita dei figli e le lettere "AJ".

## Personaggio

### Mosse finali

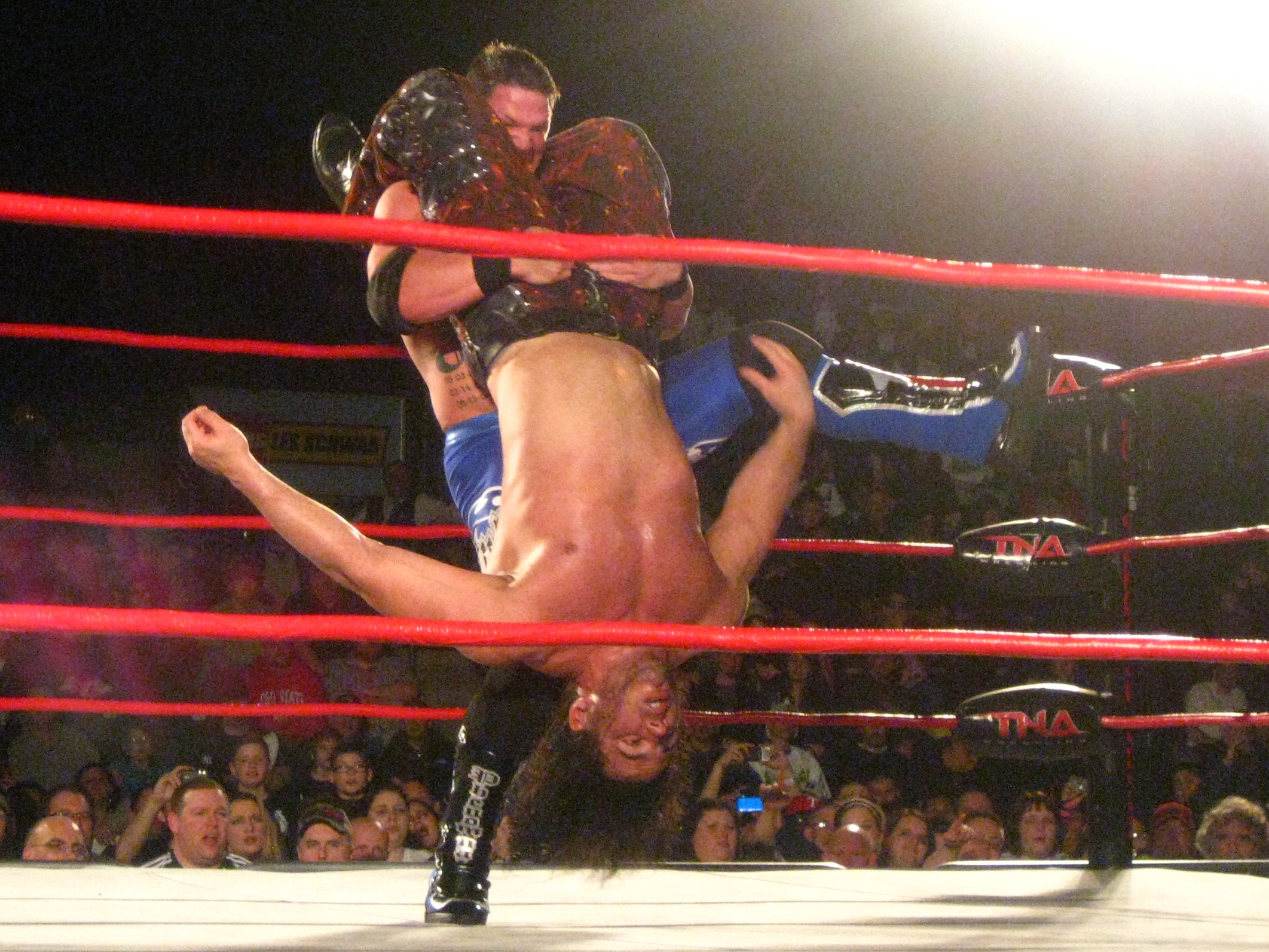
AJ Styles mentre si appresta ad eseguire la Styles Clash su Matt Hardy

- Calf Crusher (Calf slicer) – 2013–presente
- Phenomenal Forearm (Springboard forearm smash) – 2016–presente
- Styles Clash (Belly to back inverted mat slam) – 2002–presente
- Superman Splash (Springboard 450º splash)
- Spiral Tap (Corkscrew senton bomb) – 2001–2013

### Soprannomi
- "The Champ That Runs the Camp"
- "The Face That Runs the Place"
- "The Georgia Pitbull"
- "The Lone Wolf"
- "Mr. TNA"
- "The New Nature Boy"
- "The Phenomenal"
- "The Phenomenal One"
- "The Prince of Phenomenal"
- "The Real AJ Styles"
- "Stylin' and Profilin"

## Titoli e riconoscimenti
- All Access Wrestling
  - AAW Heavyweight Championship (1)
- Ballpark Brawl

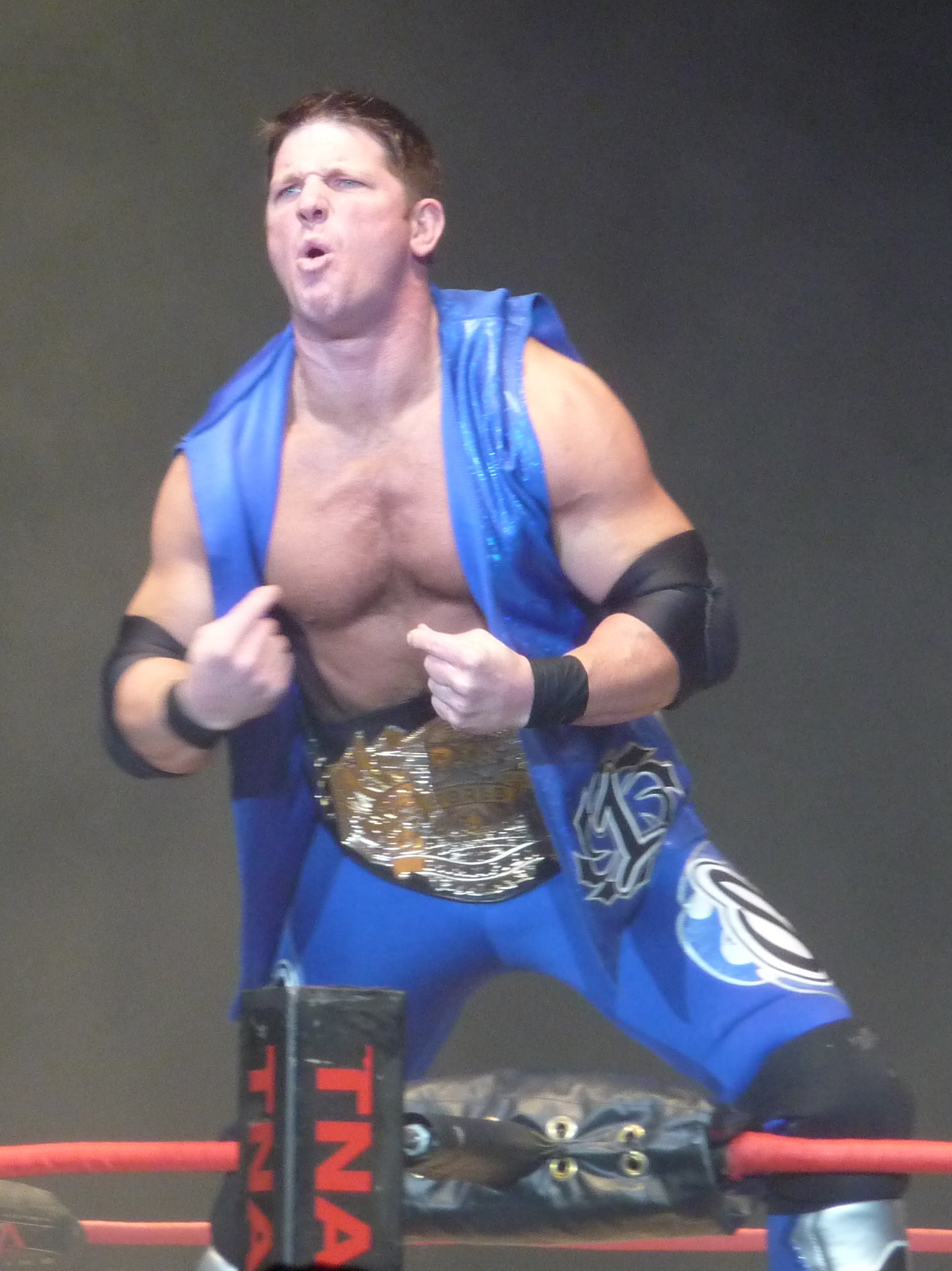
AJ Styles con il TNA World Heavyweight Championship, titolo che ha detenuto due volte

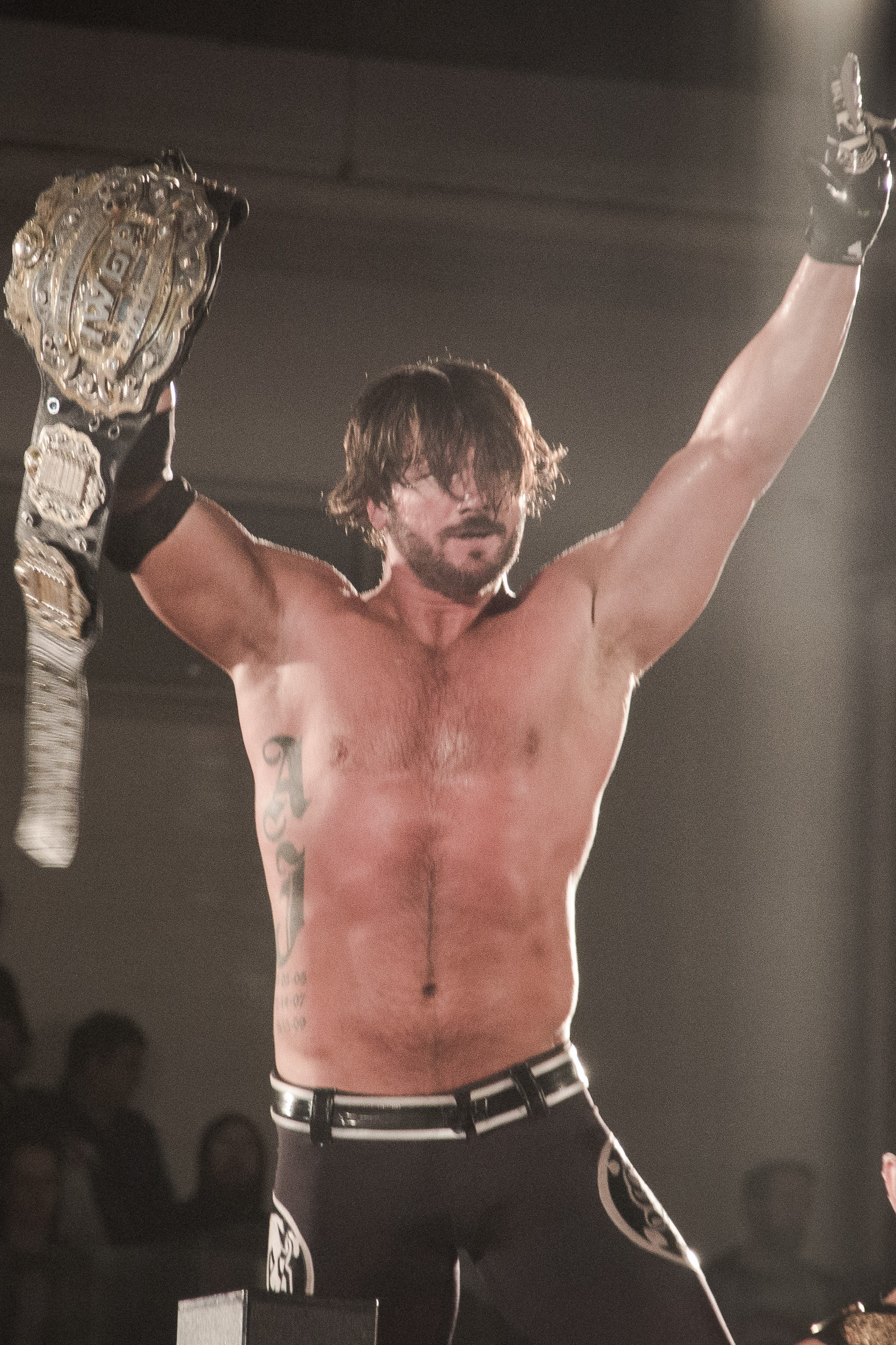
AJ Styles con l'IWGP Heavyweight Championship, titolo che ha detenuto due volte

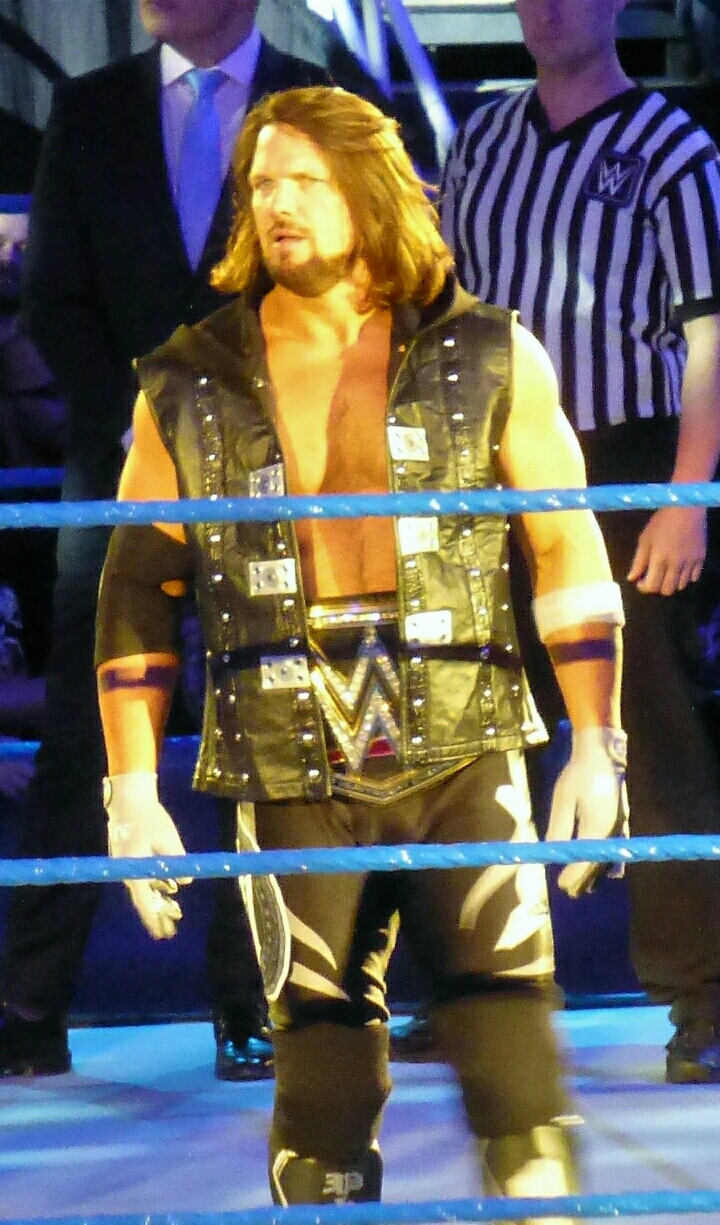
AJ Styles con il WWE Championship, titolo che ha detenuto due volte

  - Natural Heavyweight Championship (1)
- The Baltimore Sun
  - WWE Male Wrestler of the Year (2016)
  - WWE Best In-Ring Moment (2016) - vittoria del WWE Championship
- Christian Wrestling Federation/Entertainment
  - CWF/E Heavyweight Championship (1)
- Family Wrestling Entertainment
  - FWE Heavyweight Championship (1)
- Independent Professional Wrestling
  - IPW Heavyweight Championship (4)
- Independent Wrestling Association Mid-South
  - IWA Mid-South Heavyweight Championship (1)
- International Wrestling Cartel
  - IWC Super Indies Championship (4)
- Independent Wrestling Revolution
  - IWR King of the Indies Championship (1)
- Lucha Libre AAA Worldwide
  - Tag Team Tournament (2004) – con Homicide, Low Ki e Samoa Joe
- Maximum Pro Wrestling
  - Max-Pro Cruiserweight Championship (1)
- Midwest Pro Wrestling
  - MPW Universal Heavyweight Championship (1)
- New Japan Pro-Wrestling
  - IWGP Heavyweight Championship (2)
- New Korea Pro Wrestling Association
  - NKPWA Junior Heavyweight Championship (1)
- NWA: Total Nonstop Action/Total Nonstop Action Wrestling
  - TNA X Division Championship (6)
  - NWA World Tag Team Championship (4) – con Abyss (1), Christopher Daniels (2) e Jerry Lynn (1)
  - NWA World Heavyweight Championship (3)
  - TNA Legends Championship (2)[178]
  - TNA World Heavyweight Championship (2)
  - TNA World Tag Team Championship (2) – con Kurt Angle (1) e Tomko (1)
  - Bound for Glory Series (2013)
  - Triple Crown Champion
  - Grand Slam Champion
  - Bound For Glory Series (2013)
  - Gauntlet for the Gold (2007) – con Tomko
  - Feud of the Year (2005) - vs. Christopher Daniels
  - Finisher of the Year (2003) - Styles Clash
  - Match of the Year (2006) - con Christopher Daniels vs. Latin American Exchange a No Surrender
  - Match of the Year (2009) - vs. Sting a Bound for Glory
  - Mr. TNA (2003–2005)
  - Tag Team of the Year (2006) - con Christopher Daniels
  - X Division Star of the Year (2004)
- NWA Wildside
  - NWA Wildside Heavyweight Championship (1)
  - NWA Wildside Television Championship (3)
- Pennsylvania Première Wrestling
  - PPW Tag Team Championship (1) – con Tommy Suede
- Pro Wrestling Guerrilla
  - PWG World Championship (1)
- Pro Wrestling Illustrated
  - Match of the Year (2016) - vs. John Cena a SummerSlam
  - Tag Team of the Year (2006) - con Christopher Daniels
  - Most Popular Wrestler (2017)
  - Wrestler of the Decade (2010–2019)
  - Wrestler of the Year (2016–2018)
  - 1º tra i 500 migliori wrestler singoli nella PWI 500 (2010)
- Revolution Pro Wrestling
  - RPW British Heavyweight Championship (1)
- Ring of Honor
  - ROH Pure Championship (1)
  - ROH World Tag Team Championship (1) – con Amazing Red
- Rolling Stone
  - Wrestler of the Year (2016)
- World Wrestling All-Stars
  - WWA International Cruiserweight Championship (1)
- WWE
  - WWE United States Championship (3)
  - WWE Championship (2)
  - WWE Intercontinental Championship (1)
  - WWE Raw Tag Team Championship (1) – con Omos
  - Triple Crown Champion
  - Grand Slam Champion (nuovo formato)
  - Slammy Award (1)
    - Match of the Year (edizione 2020) - vs. The Undertaker a WrestleMania 36

  - Bumpy Award (2)
    - Cinematic Match of the Half-Year (edizione 2020) - Boneyard match vs. The Undertaker a WrestleMania 36
    - Rivalry of the Half-Year (edizione 2020) - vs. The Undertaker
- WrestleCrap
  - Gooker Award (2012) - storyline di Claire Lynch
- Wrestling Observer Newsletter
  - 5 Star Match (2005) - vs. Christopher Daniels e Samoa Joe ad Unbreakable
  - Best Flying Wrestler (2005)
  - Best Wrestling Maneuver (2003, 2015) - Styles Clash
  - Most Outstanding Wrestler (2014–2016)
  - Pro Wrestling Match of the Year (2014) - vs. Minoru Suzuki il 1º agosto
  - United States/Canada MVP (2018)
  - Wrestler of the Decade (2020)
  - Wrestler of the Year (2016–2018)
  - Wrestling Observer Newsletter Hall of Fame (classe del 2017)